# مرعشیان
مرعشیان، مرعشیه سلسله ملوک قوامیه یا سربداران مازندران دودمانی شیعه بود که در قرن هشتم هجری در طبرستان حکومت می‌کرد.
سادات حسینی مرعشی که در سرزمین مازندران ساکن بودند، نسبشان به علی بن حسین می‌رسید. مؤسس دولت مرعشیان قوام‌الدین بن عبدالله نیز از حامیان و پیروان علما و رهبران سربداران بوده‌است. جنبش مرعشیان نیز بر این اساس در همهٔ زمینه‌ها از سربداران تأثیر پذیرفت.
قوام‌الدین، ملقب به میربزرگ، که از سادات مرعشی بود در ۷۶۰ هجری قمری مقارن ۱۳۵۹ میلادی، با قیام علیه چلاویان حکومت مرعشی را تأسیس کرد. او پیش از آن‌که به قدرت برسد، با کیا افراسیاب چلاوی، متحد شد، ولی «تضاد گوناگون بین آن دو و خوی و اشرافیت کیا افراسیاب»، سبب قیام و در نهایت پیروزی میربزرگ شد و مرعشیان در اندک زمانی تمامی مازندران را در حیطهٔ نفوذ خود درآوردند. نهضت مرعشیان به لحاظ رشد مذهب شیعه دوازده امامی در مازندران و گسترش آن به نواحی مجاور و ارتباط آن با کیاییان، سلسله حاکم بر بیه پیش و رسمی شدن تشیع دوازده‌امامی در زمان صفویان اهمیت دارد.
مرعشیان در واقع هرمی بود که قاعدهٔ آن بر مَلِک‌های کوچک استوار بود. تا وقتی این ملک‌ها تابع مرعشیان بودند، قدرت حکومت استحکام داشت ولی رقابت‌های دیرینه گاه موجب خدعه و دسیسه‌هایی می‌شدند که حکومت مرعشی را تضعیف می‌کرد. همچنین مرعشیان با تکیه بر صوفیان و درویشان قدرت کسب نموده بودند و تا آنگاه که درویشان را در کنار خویش داشتند، قدرت داشته و می‌توانستند به وسیلهٔ آن مردم را به جنگ‌ها بکشانند یا از نیروی مردمی در سرکوب اعتراضات بهره ببرند.
اوج قدرت مرعشیان از زمان تأسیس تا سال ۷۹۵ هجری بود ‌که تیمور گورکانی به طبرستان یورش برد. علت عمدهٔ فروپاشی مرعشیان در درجهٔ یکم ظهور تیمور بوده‌است، البته جنگ‌های پی‌درپی این خاندان با امرای محلی و همسایگان و همچنین دنیاگرایی رهبران بعدی از عوامل فروپاشی این نظام به‌شمار می‌روند. مرعشیان هیچگاه به قدرت اولیهٔ حکومت میربزرگ برنگشت و آن «یکپارچگی و وحدت» هرگز به این ناحیه بازنگشت. در زمان صفویه مرعشیان تابع آنان شدند. در زمان شاه عباس بزرگ شورش‌های پیاپی در طبرستان، وی را بدان واداشت که از پایتخت حاکم را تعیین کند. در دوره صفویان به صورت تدریجی و نهایتاً در عصر شاه عباس، در سال ۹۹۰ قمری، مازندران کلاً تحت سیطرهٔ مستقیم صفویان درآمد. و سادات مرعشی به شیراز، هند و کرمان تبعید شدند.

## اوضاع طبرستان و ایران پیش از بنیان مرعشیان

### ورود اسلام به طبرستان

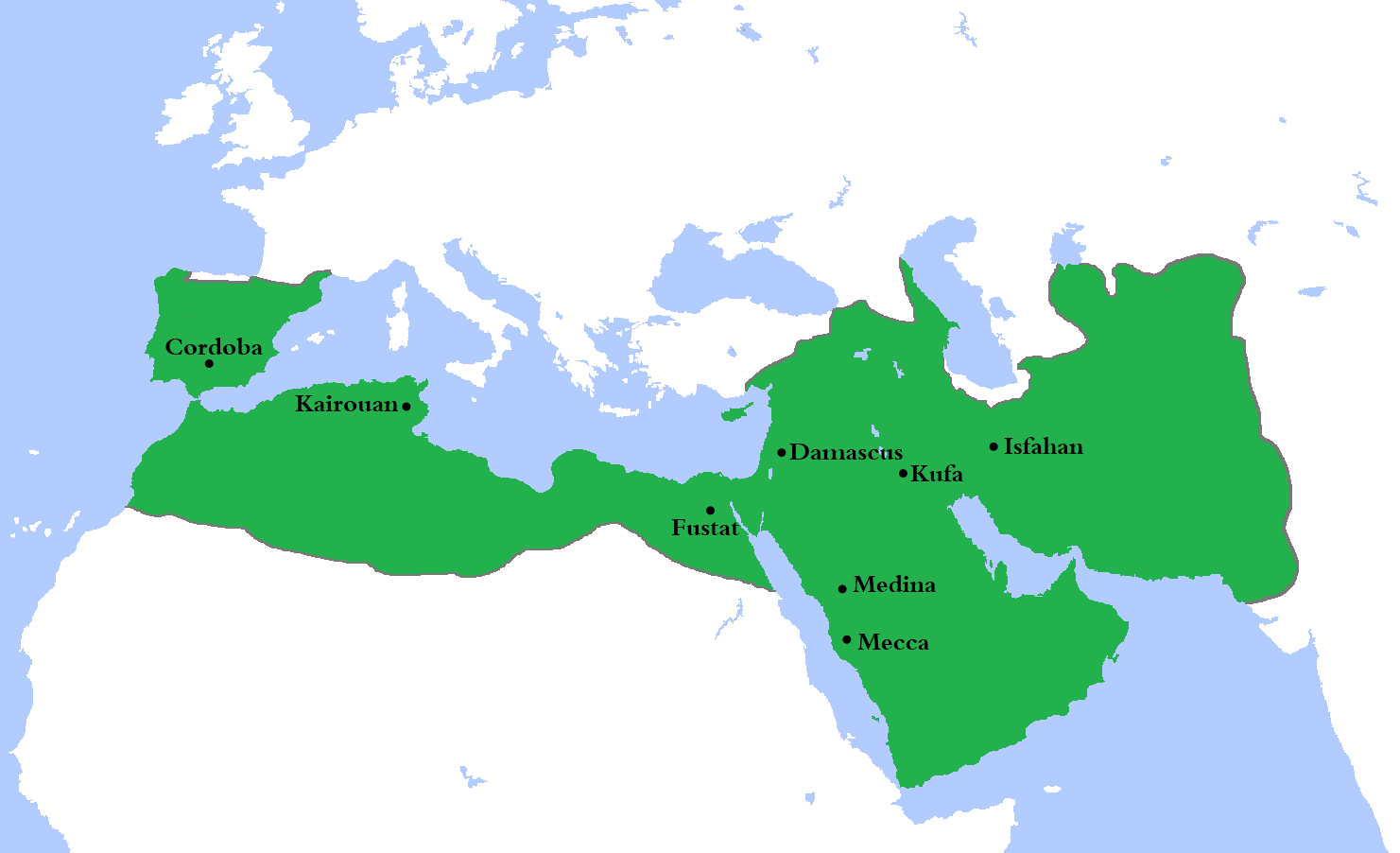
طبرستان واپسین سرزمینی بود که اسلام فتح کرد.

پس از فتح ایران توسط عرب‌ها، تعدادی از اشراف ساسانی در طبرستان و گیلان استقلال خویش را اعلام کردند و تا مدت‌ها به آیین زرتشت باقی‌مانده بودند. مبارزهٔ این سلسله‌ها با حکومت‌های عربی که بر ایران تسلط داشتند، سال‌ها دنباله داشت تا اینکه در قرن سوم هجری مردم این دیار با دین اسلام آشنا شدند و عده‌ای به این دین گرویدند. از دلایل ترویج اسلام و علی‌الخصوص تشیع در طبرستان مهاجرت داعیان علوی به این سرزمین، در زمان حکومت عباسیان و بنی‌امیه بود؛ زیرا در این دوران پادشاهان ساسانی‌تبار طبرستان، با امان دادن به ایشان باعث مهاجرت عدهٔ زیادی از شیعیان مخالف به طبرستان شدند.

### حکومت‌های شیعی پس از علویان

قلمرو علویان طبرستان و گیلان در اوج قدرت ایشان

در قرن سوم هجری هم‌زمان با گسترش روزافزون شیعیان طبرستانی و دیلمی، قیام‌ها علیه حکومت عباسیان افزایش یافت. پس از سرکوب قیام‌های مختلف، طاهریان طبرستان را ضمیمه قلمرو خود کردند. با زیاد شدن نارضایتی‌های مردم طبرستان، آنان داعی کبیر را به رهبری خویش خوانده و سلسلهٔ علویان طبرستان در سال ۲۵۰ه‍.ق توسط وی علیه عباسیان اعلام استقلال نموده و علی‌رغم مخالفت‌های بعضی اسپهبدان و علمای سنّی آن دیار، سراسر طبرستان به‌دست این دودمان رسید.
در سال ۳۱۶ هجری حکومت علویان با مرگ داعی صغیر نابود شد و مرداویج زیاری حکومت مناطق جنوبی دریای خزر و نواحی بسیاری از ایران را به‌دست گرفت. پس از مرگ مرداویج چند نفر از سربازانش، سلسله‌ای جدید با نام آل‌بویه بنا نهادند و توانستند برای نخستین بار بغداد را ضمیمه قلمرو خود کنند. سلسلهٔ آل‌بویه توانست بیش از پیش تعالیم شیعی را رواج دهد، ولی در ۴۴۷هجری نابود شد و سلجوقیان قدرت یافتند. در این دوره همچنین فعالیات اسماعیلیان شدت گرفت و حسن صباح در الموت تشکیلاتی ایجاد نمود.
در سال ۶۱۶ه‍.ق با حملهٔ مغول به ایران، سلطان محمد خوارزمشاه به آبسکون گریخت و یک سال پس از آن همان‌جا درگذشت در سال ۷۳۶ه‍.ق پس از مرگ آخرین حاکم مغولانِ ایران، که ابوسعید نام داشت، سرداران مغولی و حکام ولایات، ایران را تقسیم نمودند و به‌طور کامل بر دفتر و ایوان ایلخانی چیره شده و به آشوب و ناامنی دامن زدند. خلأ قدرت سیاسی در ایران پس از دوره ایلخانان به سیدها و درویش‌ها امکان داد تا تأثیرگذاری خود را اعمال کنند.

### شرایط ایران از سقوط ایلخانیان تا استقرار صفویان
با مرگ ابوسعید بهادرخان آخرین ایلخان مغول در سال ۷۳۶ قمری، ایران دچار وضع ملوک الطوایفی شد. طبق پژوهش فریدون اللهیاری و همکارانش قدرت‌های محلی تلاش کردند با اتکا به نیروی نظامی حکومت تشکیل دهند. اما علاوه بر آن برای استقرار قدرت خود و تأمین مشروعیت سیاسی از عوامل متعددی یاری جستند که در چهار دسته جا می‌گیرند  و عبارتند از مغولی، ایرانی، سنی و شیعه. مفاهیم مغولی یعنی فرهنمندی و حق موروثی جانشینان چنگیز توسط حاکمان محلی مغول نظیر چوپانیان، مفاهیم سنی توسط حاکمان مغول و ایرانی سنی نظیر آل مظفر  و مفاهیم شیعه توسط سربداران و مرعشیان استفاده شد. دو گرایش مغولی و سنی تدریجاً به حاشیه رانده شد و با پایان حکومت تیموریان کارکرد خود را از دست داد. اما گرایش‌های ایرانی و شیعه تقویت شد و صفویان با تلفیق آن‌ها توانستند وحدت ملی و دولت مرکزی در ایران برقرار سازند.

### سربداران
سربداران نام قیامی مردمی در باشتین و سبزوار خراسان علیه ظلم و تعدی حاکمان مغول و عاملان آنان به وقوع پیوست. این نهضت که به قیام سربداران شهرت یافته‌است، از لحاظ وسعت، بزرگ‌ترین، از نظر تاریخی مهم‌ترین جنبش آزادی بخش خاورمیانه در قرن هشتم هجری بود. مهم‌ترین ویژگی‌های این حکومت عبارت بود از: تنفر و انزجار از عنصر مغولی و تثبیت ایدئولوژی تشیع امامی.
این جنبش در ابتدا توسط شیخ خلیفه به وجود آمد اما عدهٔ ناشناسی وی را شبانه در مسجد سبزوار به دار آویختند. پس از شیخ خلیفه، یکی از مریدانش به نام شیخ حسن جوری جنبش را رهبری نمود. پس از مرگ ابوسعید، آخرین ایلخان مغول، دو برادر با نام‌های پهلوان عبدالرزاق باشتینی و وجیه‌الدین مسعود، که از کارگزاران مغول بودند، به سبزوار بازگشتند و رهبری قیام را به‌دست گرفتند و سرانجام در سال ۷۳۷هجری قمری، این دو برادر با کمک مردم توانستند شهر سبزوار را به تصرف خویش دربیاورند. سپس وجیه‌الدین مسعود، شیخ حسن جوری را که در زندان بود، آزاد نمود با اتحاد شیخ حسن با این دو برادر، دولت شیعه مذهب سربداران در خراسان پدید آمد.
پس از آن امیرمسعود جنگ‌های بسیاری علیه سلسله‌های مجاورش ترتیب داد و توانست سراسر خراسان و گرگان را به‌دست آورد و در فکر حمله به قلمرو باوندیان بود. فخرالدوله حسن باوندی، که اسپهبد مازندران بود، با وی صلح نمود و ارتش سربداران وارد آمل گشت ولی اسپهبد باوندی با امیرمسعود جنگید، و وی در این جنگ کشته شد.

### جنگ‌های داخلی باوندیان، جلالیان و چلاویان
در زمان باوندیان دو قدرت رقیب از «خانواده‌های متنفذ» در منطقه وجود داشتند. این دو خاندان که «کیاییان جلالی» و «کیاهای چلاوی» بودند، عمدتاً به عنوان وزرا و هیئت حاکمهٔ باوندیان مشغول به کار بودند. فخرالدوله حسن باوندی در حالی که کشمکش‌های بسیاری بین این دو خاندان بود، کیا افراسیاب چلاوی، را که برادرزنش محسوب می‌شد، به عنوان سپهسالار برگزید. جلالیان از این اقدام رنجیدند و به قلمرو پادوسبانیان گریختند تا با کمک اسپهبد پادوسبانی به باوندیان حمله کنند ولیکن فخرالدوله با آنان سازش نمود. افراسیاب چلاوی از این عمل ناراحت شد و علیه اسپهبد باوندی «توطئه‌چینی» نمود. و سرانجام در روز شنبه، ۲۷ محرم ۷۵۰ هجری قمری دو پسر افراسیاب چلاوی، با نام‌های کیامحمد و کیاعلی، در حمام، اسپهبد باوندی را به قتل رساندند. با قتل فخرالدوله حسن و انقراض باوندیان، چلاویان قدرت را به دست گرفتند.

## زمینه‌های قیام میربزرگ

### میربزرگ و سربداران

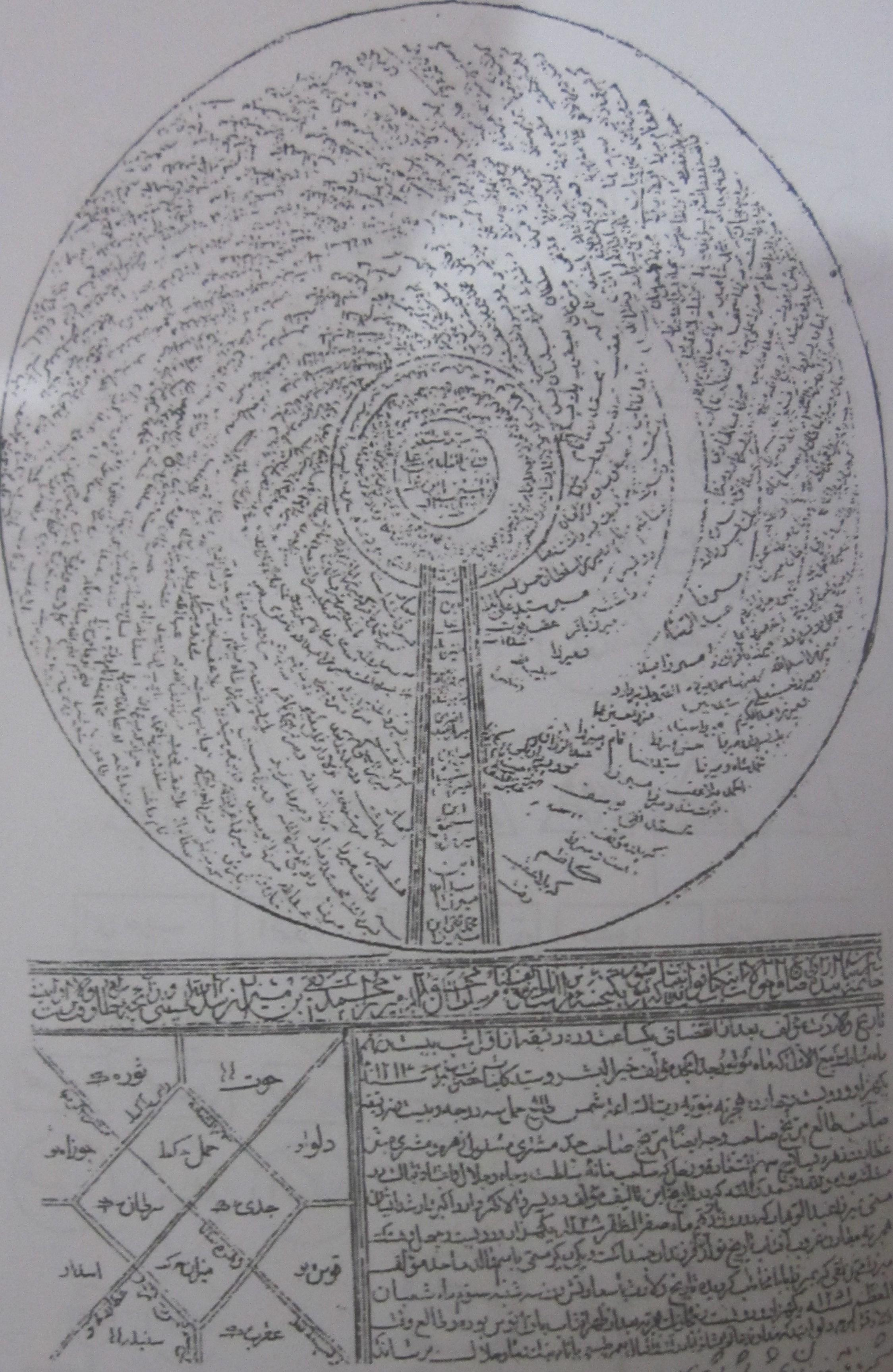
شجره‌نامه‌ای متعلق به مرعشیان

قوام‌الدین مرعشی ملقب به میربزرگ، یکی از بزرگان سادات مرعشی بود. سادات مرعشی از نوادگان شخصی به نام علی المرعش می‌باشند که شجرهٔ وی نیز با چهار نسل به زین‌العابدین می‌رسد.
میربزرگ از مقیمان قریهٔ دابو آمل بود. وی تحصیلات ابتدایی علوم دینی را در همان‌جا گذراند و جهت زیارت حرم علی بن موسی الرضا و تکمیل تحصیلاتش به خراسان مهاجرت نمود و در مشهد مقیم گشت. دوران اقامت سید قوام‌الدین در خراسان مقارن با قیام سربداران به رهبری شیخ حسن جوری بود.
میربزرگ با توجه به گزارش‌های تشیع دوازده‌امامی سربداران که هاله‌ای از تصوف را دربرداشته، تحت‌تأثیر قرار گرفته و مرید جانشین شیخ حسن جوری شد.
او در خانقاه سید عزالدین سوغندی، یکی از سه مرید جوری اقامت گزید. قوام الدین با گرفتن اجازه عزالدین خانقاه خود را در دابو تأسیس کرد و مریدان متعددی گرد خود جمع کرد.
سمرقندی در کتابش ادعا می‌کند که نخستین سفر قوام‌الدین به خراسان با قتل شیخ حسن جوری و طرح جانشینی عزالدین سوغندی مقارن بوده‌است و در میان رقابت‌های شمس‌الدین علی و عزالدین سوغندی، سید قوام‌الدین به نزد عزالدین سوغندی می‌رفت. سید قوام‌الدین با توجه به گرایش‌های دوازده‌امامی سربداران که هاله‌ای از تصوف را دربرداشت، تحت تأثیر آنان قرارگرفت و مرید سوغندی گشت. قوام‌الدین به خراسان مسافرت می‌نمود و دوباره به آمل بازمی‌گشت. سرانجام عزالدین سوغندی تصمیم گرفت که خراسان را ترک کند و بنابراین به همراه قوام‌الدین راهی طبرستان شد و در همین سفر بود که جانش را از دست داد.

### میربزرگ و چلاویان
هنگام بازگشت قوام‌الدین به طبرستان، دو خاندان چلاوی و جلالی صلح نمودند و این درحالی بود که پسران کیاافراسیاب به تازگی فخرالدوله حسن، واپسین اسپهبد باوندی را به قتل رسانده بودند. پس از بازگشت میربزرگ، نفوذ او به حدی زیاد شد که افراسیاب چلاوی از نفوذ و اعتبار وی استفاده کرده و از روی مصلحت مرید وی گردید. و حتی قوام‌الدین یکی از پسران او را به شیخی ملقب کرد.
…چون مردم مازندران آن‌چنان دیدند که رئیس ایشان دست ارادت به دامن سعادت حضرت سید هدایت قباب زده‌است و سید را مقتدای خود دانسته و مرید با ارادت او شده‌است… مردم به جوق و فوج‌فوج و گروه‌گروه نزد سید می‌رفتند و توبه می‌کردند و از فسق و فجور باز می‌آمدند و سیادت پناهی را پیرو مقتدای خود می‌دانستند.
دلیل موافقت قوام‌الدین با درخواست کیاافراسیاب، این بود که هواداران او نیز با این کار بیش‌تر می‌گشتند. چنان‌که منوچهر ستوده در کتاب درویشان مازندران می‌نویسد:
خواص برای اینکه وضع و موقع خود را استوار و پایدار سازند و عوام بدان سبب که سهم بیشتری از دنیا بگیرند و با خواص بر سر یک سفره بنشینند.
جهت‌دار بودن اندیشه‌های میربزرگ موجب نگرانی کیاافراسیاب شد و او با عده‌ای از علمای سنی به مشورت نشست. به نوشته خواندمیر، نتیجهٔ این مشاوره این بود که جهت جلوگیری از اختلال در امور ملک و مال، افراسیاب را به اجتناب از روش سید و تشکیل محکمه‌ای برای وادار کردن قوام‌الدین به دست کشیدن از بدعت درویشی ترغیب نمودند. سپس قوام‌الدین را محبوس کردند. پس از حبس سید قوام‌الدین، کیاافراسیاب با چندتن از افراد خاندان آل‌جلال صلح نمود و درخواست مشاوره با آنان را صادر نمود. هم‌زمان با حبس قوام‌الدین، یکی از فرزندان وی به مرض قولنج، درگذشت و مریدان خشمگین او این واقعه را از کرامات سید دانستند و مصمم به آزادی وی گشتند و بدین ترتیب قوام‌الدین آزاد شد.

### جلالک مار پرچین
سید قوام‌الدین مرعشی، پس از رها شدن از حبس، همراه با حامیان و اقوامش به دابو رفت و آمادگی دفاعی خود را افزایش داد. در جنگی که در سال ۷۶۰هجری با نام جلالک مار پرچین رخ داد، درویشان مازندران به رهبری قوام‌الدین توانستند در جنگ بر سپاهیان چلاوی غلبه کنند. به گزارش کتاب حبیب‌السیر، در این پیکار کیا افراسیاب چلاوی و چهار تن از پسرانش به قتل رسیدند. عده‌ای از حامیان و فرزندان کیا افراسیاب نیز به همراهی تنها فرزند بازمانده و کودکش اسکندر شیخی از میدان جنگ گریختند و تا زمان استیلای امیر تیمور گورکانی در دارالسلطنه هرات قرار داشتند.

## آغاز حکومت مرعشیان
در پی خروج چلاویان از آمل، قوام‌الدین و جمعیت طرفدارش با ذکر الله‌اکبر و صلوات، شهر را به تصرف درآوردند و پس از بیش از دو قرن، مرعشیان دودمانی از سادات حسینی تأسیس نمودند. قوام‌الدین پس از فتح آمل، در مصلای شهر سخنرانی نموده و پس از آن‌که در باب عقاید دینی، سیاسی، اجتماعی و اقتصادی سخنانی را نقل نمود، از قدرت کناره گرفت و حکومت را به فرزندان خود واگذار کرد.

### انتخاب جانشین
نخستین اقدام حکومتی سید قوام‌الدین، برگزیدن جانشین بود. وی ابتدا فرزند بزرگ خویش عبدالله را برای این امر برگزید ولی عبدالله با اظهار تمایل به زهد و گوشه‌گیری این پیشنهاد را رد نمود. سپس قوام‌الدین فرزند دیگرش، کمال‌الدین، را انتخاب کرد. کمال‌الدین این خواسته را پذیرفت تا پدر را به دلیل کهولت سن، در ادامهٔ راه یاری نماید.
در واقع تا زمان حیات میربزرگ، وی رهبری معنوی حکومت را داشت و کمال‌الدین حکومت و ریاست را در اختیار داشت. همچنین میربزرگ هر منطقه از مازندران را تحت کنترل یکی از فرزندانش قرار داده‌بود و همگی آن‌ها از فرزند ارشد تبعیت می‌نمودند.

### نبردها

#### نبرد با جلالیان
میربزرگ از ابتدا گفته بود که خود را فقط وقف امور مذهبی خواهد کرد. پس از آن که کمال‌الدین رهبری حکومت را پذیرفت، برادر دیگر خود، رضی‌الدین را حاکم آمل اعلام کرد. در این هنگام، جلالیان در ساری  لشکری فراهم نموده و با تمام قوا پیش به سوی آمل در حرکت بودند و در مامطیر نیز اردو برپا کرده‌بودند تا مانع شکل‌گیری حکومت سادات شوند. همان‌طور که هواداران میربزرگ در ساری نفوذ داشتند، گویا جلالیان نیز به طرفدارانشان در حوالی آمل دلبسته بودند که ساری را ترک نموده و به آنجا لشکر کشیدند.
فرزندان میربزرگ با تذکر به پدر خویش دربارهٔ جلالیان، از وی خواستند که در این نبرد شرکت نماید. سید قوام‌الدین نیز درخواست فرزندان را پذیرفت. سپس میربزرگ هوادارانش را بر دفع «فتنه» فراخواند و خود نیز به میدان نبرد آمد. در نبرد پاول‌رود (باول‌رود)، که بین دو سپاه صورت گرفت کیا جلالیان شکست سختی متحمل شده و عقب‌نشینی نمودند و بدین ترتیب مامطیر فتح شد. سپس مرعشیان نام بارفروش‌ده را به آنجا اطلاق کردند. پس از قتل عبدالله، فرزند ارشد میربزرگ، سید قوام‌الدین آنان را همدست چلاویان و مجری طرح آنان معرفی نمود و فرمان انتقام را صادر نمود که موجب شد کمال‌الدین به قلمرو جلالیان تهاجم نماید. در پس این حمله، کیافخرالدین جلال و سپس کیاوشتاسف به همراه فرزندانشان کشته‌شدند. کمال‌الدین در ساری مستقر گردید و حکومت آن شهر را به دستور پدر به عهده گرفت.

#### نبرد در جنوب
مرعشیان نیم‌نگاهی نیز به آن سوی البرز داشته‌اند و کمال‌الدین بنابرین به سوی سوادکوه لشکرکشی نمود. مسیر این لشکرکشی از منطقهٔ لپور می‌گذشت که جایگاه خاندانی به نام کیاییان بیستون نیز بود. کمال‌الدین هدایایی به این خاندان اهدا نمود و با دختر کیا حسن کیا بیستون وصلت نمود.
کیا اسکندر سیاوش سوادکوه را تسلیم نمود ولی کیاجلال متمیر به مقاومت ادامه داد تا آنکه با رسیدن فصل پاییز، مرعشیان مجبور به ترک منطقه و بازگشت به ساری شدند. با رسیدن بهار، ارتشی با حمایت رضی‌الدین، حاکم آمل، به این ناحیه بازگشت ولی علی‌رغم فتح سریع فیروزکوه، کیاجلال متمیر هنوز در قلعه مقاومت می‌نمود. سید فخرالدین در پیامی، کیاجلال متمیر را دعوت به تسلیم نمود و کیاجلال نیز با فرستادن هدایایی، از وی مهلت خواست. این هملت به درازا کشید و فصل پاییز دوباره رسید. مرعشیان نیز مجبور به ترک آنجا شدند. بدین شکل، فرزندان میربزرگ در سال ۷۷۶هجری، نزد پدر رفتند و از وی کمک خواستند. در این هنگام سید علی کیا نیز به میربزرگ پناهنده شده‌بود. میربزرگ بر سر این مسئله با سیدعلی مشورت نمود و سرانجام وی گفت که شخصاً در این نبرد شرکت خواهد نمود. سپس مرعشیان از حاکمان رستمدار خواستند که به عهد خود عمل نموده و در این نبرد آنان را همراهی کنند ولی آنان پیمان‌شکنی نمودند.
پس از شروع نبرد و رسیدن خبر حضور سادات گیلان به گوش جلال متمیر، وی اعلام نمود که به شرط میانجیگری علی کیا و دریافت امان‌نامه‌ای برای فرزندانش، تسلیم خواهد شد. پس از انجام درخواست‌های کیاجلال، او درهای قلعه‌اش را گشود و طبق پیامش تسلیم شد. پس از تسخیر دژ، سادات مرعشی اموال دیوانی و اموال باقی‌مانده از دوران حکومت باوندیان  را جدا نموده و اموال کیاجلال متمیر را به وی بازگرداندند. او نیز بخشی از این اموال را به سادات گیلان و بخش دیگری را به سادات مرعشی اهدا نمود. پس از آن نیز کیاجلال را به ساری منتقل نمودند و قلعهٔ فیروزکوه  را از آن پس به عنوان انبار ذخایر محفوظ داشتند.

#### نبرد با پادوسبانیان
۷۶۰ میلادی - چلاویان

  ۷۶۹ میلادی - جلالیان

  ۷۷۴ میلادی - کیا اسکندر و ۷۷۶ - کیاجلال متمیر

  ۷۸۳ میلادی - پادوسبانیان

  ۷۹۰ میلادی - قزوین و طالقان

  ۱۳۶۷ میلادی - ناصروندان در بیه‌پیش گیلان (برای کمک به کیاییان)

سید رضی‌الدین، حاکم آمل، با بهانه قرار دادن ظلم حکام رستمدار بر درویشان و حامیان مرعشیان، از پدر و برادر خویش، دربارهٔ برخورد با پادوسبانیان کسب تکلیف نمود. سید قوام‌الدین نیز در پاسخ به این سؤال این‌گونه پاسخ داد:
ملوک رستمدار از آن‌چه فقرا و صلحا کردند، درویشان ما نیز در مقام انتقام برآیند. اکنون به هرچه صلاح شما می‌دانید، بر آن موجب قیام نمایید که حق‌تعالی موافق است.
سرانجام در سال ۷۸۱ هجری، سید رضی‌الدین نامه‌ای به ملک عضدالدوله قباد دوم پور شاه غازی نگاشت و او را به تسلیم دعوت نمود ولیکن قباد نپذیرفت. سپس رضی‌الدین با اجازهٔ میربزرگ، یکی از برادرانش به نام سید فخرالدین را به عنوان حاکم رستمدار معرفی نمود.

##### میراندشت
نخستین نبرد با پادوسبانیان اندکی پس از مرگ میربزرگ در میراندشت رخ داد. در این نبرد نیروهای مرعشی، توانستند بر پادوسبانیان غلبه کنند، ملک قباد به کجور عقب نشینی نمود و رستمدار به تصرف سادات درآمد. سید رضی‌الدین و فخرالدین تا حوالی کجور قباد دوم را تعقیب نمودند و در سرزمین ناتل، به روستای واتاشان رسیده و آنجا را مرکز عملیات جنگی اعلام نمودند و رستمدار را نیز از همان‌جا کنترل می‌کردند.

##### لکتر
در بهار سال ۷۸۳ه‍ق ملک قباد دوم در صحرایی به نام لکتر به نیروهای مرعشی شبیخون زد و به آن‌ها ضربات سنگینی وارد ساخت.

اما صبح روز بعد، در نبردی که بین دو سپاه درگرفت، ملک قباد دوم کشته شد. پس از آن رستمداریان علیرغم ادامهٔ مقاومتشان، شکست خوردند و قلعه‌های کجور، کلار، هرسی و آبدان توسط سادات فتح شدند. پس از آن نیز سید فخرالدین، واتاشان را به عنوان پایتخت خویش برگزید.

### مرگ میربزرگ

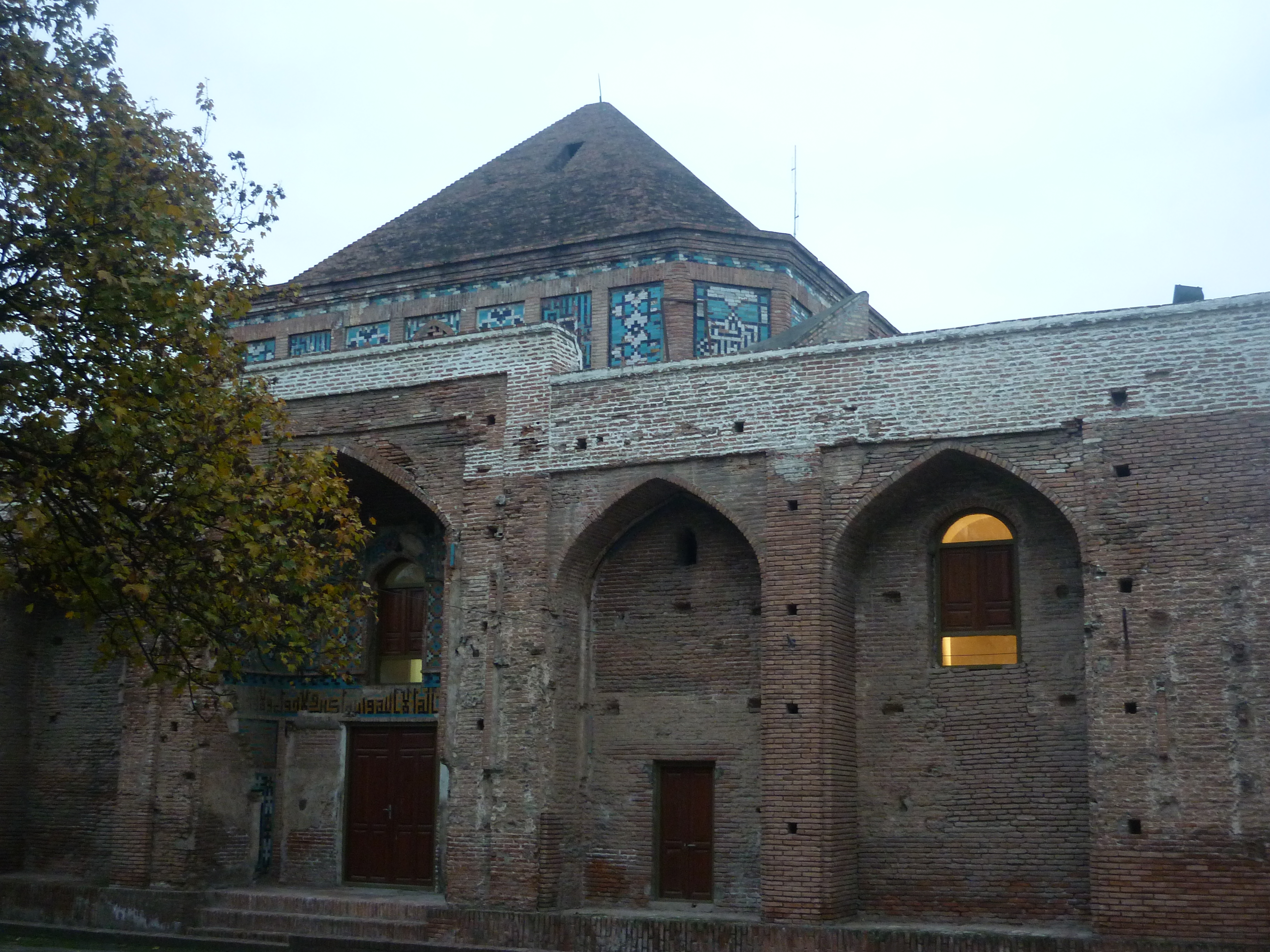
مشهد میربزرگ

میربزرگ در محرم سنهٔ ۷۸۴ وفات نمود. میربزرگ با سابقهٔ ۲۰ سال حکومت و حدود ۷۰ سال سن، به بستر بیماری افتاده بود. پس از مرگ میربزرگ، پیروان و هوادارانش، پیکر او را از بارفروش‌ده به آمل منتقل کرده و در همان‌جا دفنش نمودند. سپس بر مقبره‌اش گنبدی ساختند که اتمام آن را در سال ۸۱۴ هجری ذکر نموده‌اند.

## دورهٔ دوم حکومت مرعشیان: پس از مرگ میربزرگ
میربزرگ برای یک دوره بیست ساله، با رهبری کاریزماتیک خود مازندران را به وسیله پسرانش که بینشان در آن زمان اتحادی قوی برقرار بود کنترل کرد (۴ تن از ۱۴ پسرش در کودکی مردند). کمال‌الدین عهده‌دار ساری بود و آمل را به رضی‌الدین، رستمدار را به فخرالدین و کراتوغان را به شرف‌الدین واگذار کرده بود. قدرت مرعشیان از غرب تا سرحد قزوین می‌رسید؛ کیاییان با حمایت آنان کنترل بخش عمده‌ای از گیلان را در دست داشتند، ولی در شرق سید عماد، مؤسس سادات مرتضوی و امیرولی که سعی بر کشتن کمال‌الدین کرده بود تهدید می‌شد.

### فتح قزوین
فخرالدین کنترل قزوین را در دست گرفت ولی با مرگ میربزرگ آن را از دست داد. پس از مرگ میربزرگ، با جمع‌آوری سپاهی به قزوین بازگشت تا با مخالفانی که در ایام بیماری میربزرگ، در آن دیار سربرآورده بودند، به جنگ بپردازد. وی پس از نبردش در قزوین، از طالقان به قلعهٔ الموت حمله‌ور شد و آنجا را تاراج کرد.

### نبرد در خاور
██ میربزرگ در بارفروش ده
██ کمال‌الدین در ساری
██ رضی‌الدین در آمل
██ فخرالدین در رویان
██ امیرعلی در استرآباد

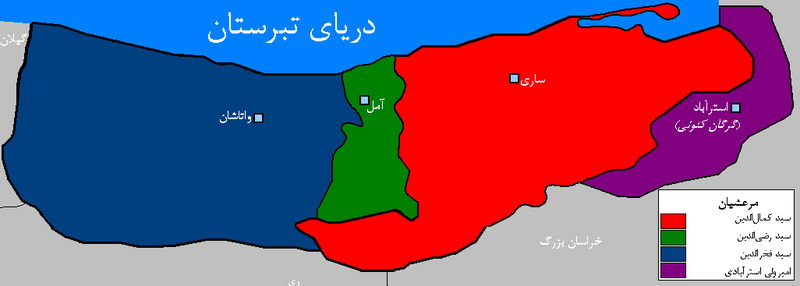
نقشهٔ تقریبی محدوده فرمان‌روایی مرعشیان:

پس از سرکوب مخالفان در قزوین، شورش سید عماد در هزار جریب نیز سرکوب شد. در این زمان امیرولی استرآبادی گاهی برای آزمودن توان مرعشیان، به قلمروشان دست‌اندازی می‌نمود و یک بار نیز به اشارت وی، به جان سید کمال‌الدین مرعشی سوء قصد نمودند که ناکام ماند. در مقابل سادات مرعشی، با فرستادن نامه‌هایی مستند ضد آن اقدامات، امیرولی را تهدید می‌کردند. سرانجام سید کمال‌الدین تمامی لشکریان مازندران را به فرماندهی فخرالدین به مقابله با امیرولی فراخواند.
امیرولی نیز با شنیدن خبر لشکرکشی مرعشیان، در تمیشه اردویی بر پا نمود و در نبردی که بین دو سپاه درگرفت، امیرولی در نخستین ساعات دفاع بسیاری از سپاهیانش را از دست داد و به کوه‌پایه‌ها گریخت. مرعشیان نیز استرآباد را تصرف و پادگانی در آنجا مستقر کردند.

## یورش‌های تیمور

### یورش به استرآباد

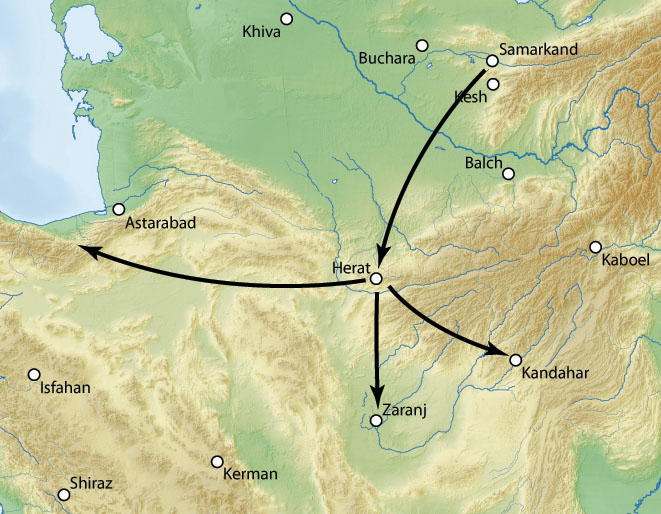
نقشهٔ لشکرکشی تیمور در نخستین دورهٔ یورشش به ایران و استرآباد

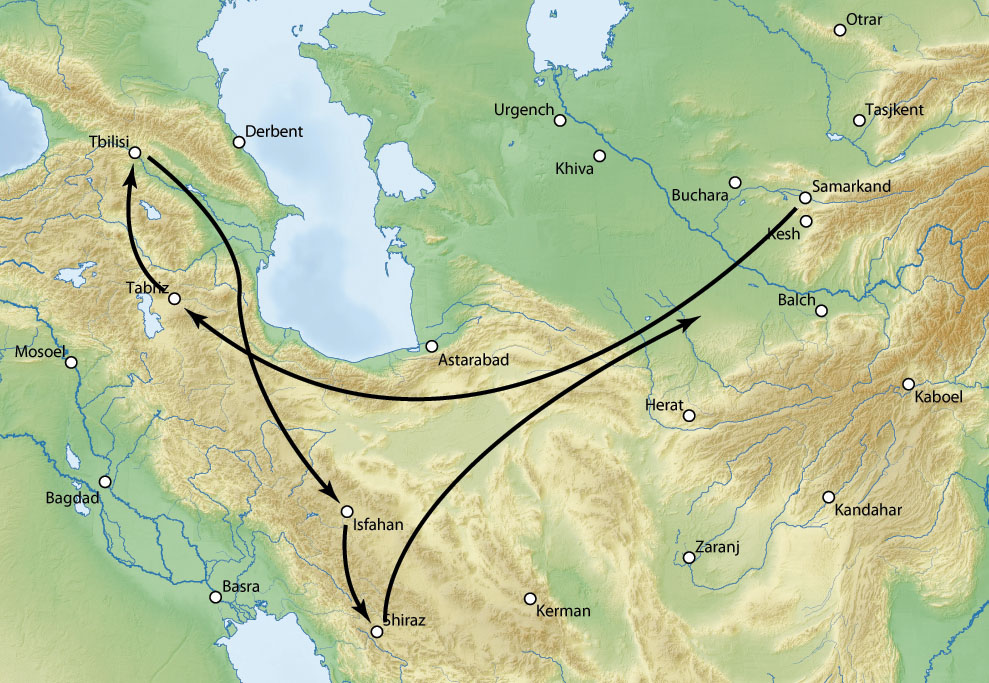
نقشهٔ لشکرکشی تیمور به استرآباد و سپس غرب فلات ایران

در سال ۷۹۴ قمری در زمان حکومت مرعشیان، هنگام حمله تیمور، اهمیت منطقه که مانند سدی در مقابل هجوم دشمنان عمل می‌کرد، روشن شد و تیمور به سختی توانست بر این نواحی دست یابد.
مرعشیان برای این که مبادا امیرولی به تیمور بپیوندد، حکومت را به او برگرداندند. تیمور پیش از آنکه با مرعشیان ارتباطی بیابد، دو بار به استرآباد لشکر کشاند. اولین بار سال ۷۸۰ ه‍ق بود که وقتی امیرولی از یورش تیمور آگاه شد، برخی از نزدیکانش من‌جمله امیر حاجی را با انواع پیشکش‌ها به نزد پادشاه تیموری فرستاد. تیمور نیز او را بخشید و استرآباد را به او بخشید. پس از رفتن تیمور، امیرولی اقدامات محافظتی برای حفظ استرآباد انجام داد و دستور داد دور شهر را خندقی بزرگ بکنند و دیواری بلند بسازند و در بالای دیوار، سیخ‌هایی را قرار دهند. تیمور وقتی از اقدامات امیرولی مطلع شد، با لشکر بزرگی، متشکل از سی قشون در سال ۸۷۶ ه‍ق به طرف استرآباد حرکت کرد. لشکر امیرولی شکست خورده، رو به فرار آوردند. امیرولی به سوی ری گریخت و تیمور لشکری به سرداری «خدای‌داد بهادر»، «شیخ‌علی بهادر»، «عمر بهادر» و «ایناغ خماری» را در پس او روانه کرد. امیرولی پس از فرار به ری، از راه گیلان به خلخال رفت و در آنجا به قتل رسید. بعد از فتح استرآباد، تیمور «پیرک پادشاه پسر لقمان‌پادشاه» از نوادگان طغاتیمور را والی آنجا نمود.
پس از تصرف استرآباد به دست تیمور، سادات مرعشی برای جلوگیری از برخورد با تیمور، درصدد فرستادن نماینده‌ای به خدمتش برآمدند. به همین‌دلیل کمال‌الدین فرزندش غیاث‌الدین را به همراه هدایایی به اردوی تیمور فرستاد. سید غیاث‌الدین توسط «سید برکه» که از صوفیان مورد احترام تیمور بود به حضورش رسید. تیمور انتظار داشت که خود سید کمال‌الدین شخصاً به خدمتش برسد و لذا به سید غیاث‌الدین توجهی نکرد، اما او را خلعت پوشانید و نصیحتی چند کرد و خود به سوی عراق رفت. سید کمال‌الدین برای بار دوم همان فرزند خود را با تعدادی از سپاهیانش به خدمت امیر تیمور فرستاد و با اینکه وی تا عراق ملازم تیمور بود، ولی نتوانست در دل او رأفت و مهر ایجاد کند. تیمور پس از چندی در سال ۷۹۲ هجری لشکر خود را متوجه خراسان کرد و از آنجا برای تصرف مازندران عزمش را جزم نمود.
سید کمال‌الدین برای بار سوم پسرش، غیاث‌الدین، را با هدایایی پیش تیمور فرستاد و عذرخواهی نمود و در پیامی گفت:
ما جمعی از ساداتیم که در این جنگل مازندران مقیم گشته، به دعای دولت مواظبت می‌نماییم.... اکنون این حقیر مدتی است به طریق جدّ و آباء خود در این جنگل مازندران با مردم آنچه وظیفه عدل و انصاف است مدعی داشته، به دعای دولت شاهان ذوی الاقتدار مشغولیم. مأمول آنکه نظر عنایت مشمول حال این فقیران گردانیده از ما بجز دعاگویی چیز دیگری توقع ندارند.
از تیمور در کتاب تزوکات تیموری چنین جمله‌ای نقل شده‌است:
اول کسی که به من پناه آورد امیرعلی حاکم مازندران بود که به من پیشکش فرستاد و در مکتوبی که نوشته بود، قید کرده بود که ما جمعی از آل‌علی‌ایم، قناعت به این سرزمین کرده‌ایم «ان تأخذ و اقدرتكم اقوي و ان تعفوا اقرب للتقوي» یعنی اگر بگیرید قدرت شما قوی‌تر است و اگر عفو کنید نزدیک به پرهیزکاری است.
درخواست‌های سید غیاث‌الدین مورد قبول تیمور واقع نشد و به فرمان تیمور، وی را گروگان گرفتند و سپس برای نصیحت به کمال‌الدین، او را بازگرداندند.

### یورش به مرعشیان

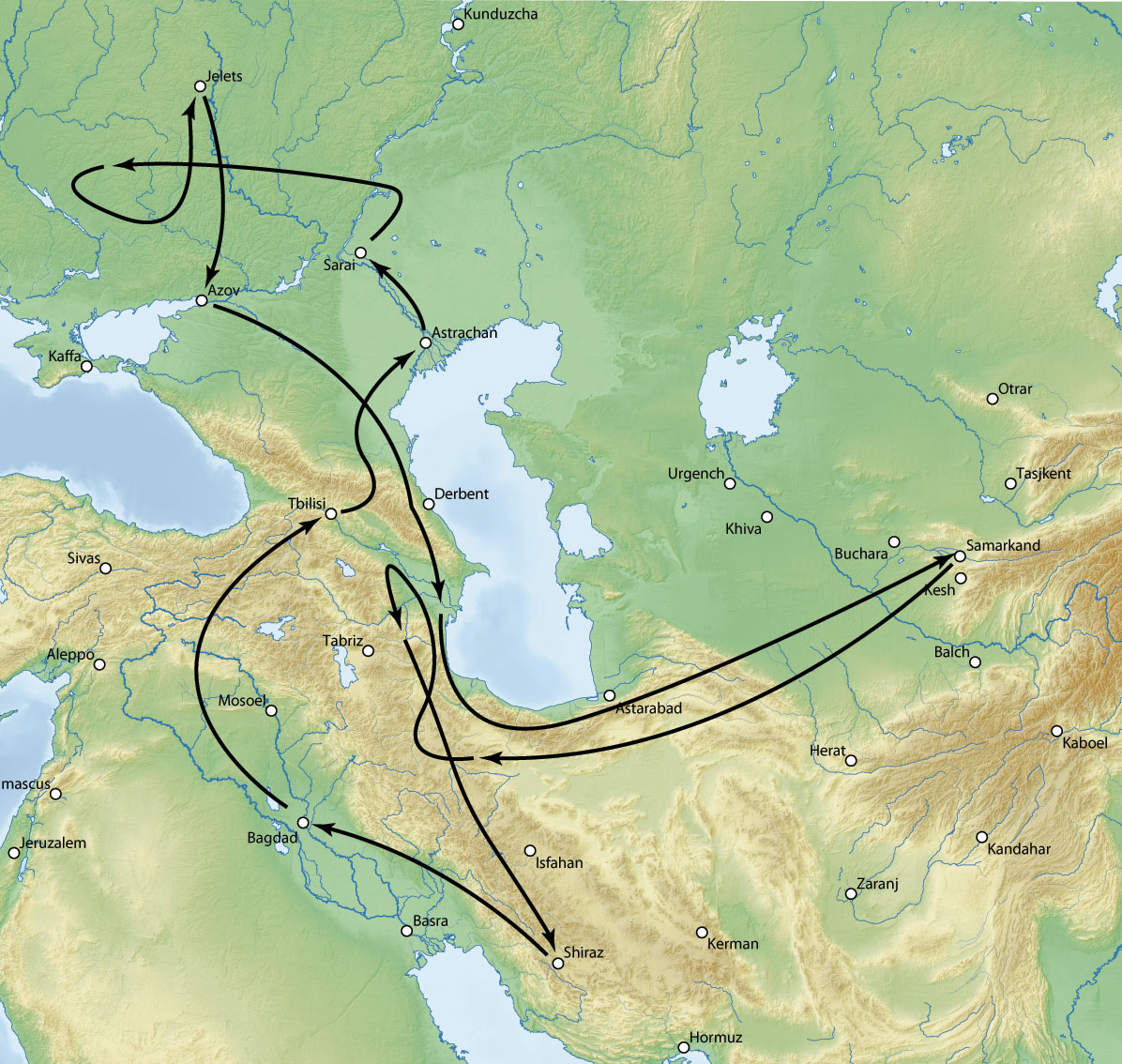
نقشهٔ لشکرکشی تیمور که به فتح طبرستان انجامید

پس از آنکه تیمور غیاث‌الدین را بازگرداند، خود نیز در پی او روان شد. ظهیرالدین در مقایسهٔ تعداد لشکریان مرعشیان و تیمور نوشته‌است: «لشکر ایشان نسبت به لشکر تیمور همچو قطره و دریاست.»
بنابراین، مرعشیان به انبوه درختان جنگلی، که به نظر می‌رسید موضعی غیرقابل نفوذ باشد، پناه بردند. تیمور نیز دستور داد که درختان را قطع نموده و جنگل‌ها را نابود کنند. سرانجام نیز، پس از چند روز، نبرد سنگینی بین دو طرف آغاز شد.
تیرباران سپاهیان مرعشی، بسیاری از سرداران تیمور را کشت؛ اما تیموریان نیز بسیاری را کشتند. کمال‌الدین از تیمور درخواست امان نمود. تیمور در پاسخ به درخواست شرطی وضع نمود:
هر یک از بزرگان و مهتران این ولایت فرزندان خود را با مال چند ساله پیش ما فرستند و چون فرزندان ایشان در کوچها با ما باشند، پدران ایشان را ما امان دهیم.
مرعشیان این شرط را نپذیرفتند و در قلعهٔ «ماهانه‌سر» سنگر گرفتند. در منابع مختلف مقاومت مرعشیان در این قلعه، از «یک هفته» تا «دو ماه و شش روز» آورده شده‌است. مرعشیان این قلعه را ناگشودنی می‌دانستند؛ لیکن تیمور شیوهٔ جنگی جدیدی اتخاذ نمود.
لشکر تیمور قلعه را محاصره کردند و از کنارهٔ «دریای قلزم»، کشتی‌هایی مجهز به آتش‌انداز به سوی قلعه رفته و نفت و آتش به میان قلعه انداختند. در این مرحله، مرگ یکی از سرداران تیمور، به نام خواجه علی بهادر، وی را خشمگین نمود. تیمور پس از آن شخصاً در عملیات جنگی دخالت نمود. چنان‌که حصاری پس از حصاری فرو می‌ریخت. سرانجام، پنجشنبه مورخ دوم شوال ۷۹۵ ه‍ق، استمرار تهدیدات تیمور، موجب شد تا کمال‌الدین مجبور شود دروازهٔ واپسین حصارها را نیز بگشاید.

### تبعید سادات مرعشی
تیمور پس از آنکه سادات را به اسارت گرفت، در فکر توجیه اعمال خلاف ادعاهای خویش در احترام گذاردن به اهل‌بیت پیامبر اسلام بود، چنانچه نقشهٔ جدیدی طراحی کرد:
پس از آنکه اهالی قلعه از سنگرشان بیرون آمده و صف کشیدند و نزد تیمور زانو زدند، اسکندر چلاوی نزد تیمور رفته و گفت:«این‌ها خونی من‌اند، پادشاه به من بسپارند تا قصاص بکنم.» تیمور نیز در پاسخ به وی گفت:«این‌ها تنها خونی تو نیستند، ملک رویان را نیز اینان کشته‌اند. ملک طوس را نیز حاضر گردانید تا خونی او با او سپرده شود، تا قصاص بکند.»
پس از حاضر شدن ملک طوس پادوسبانی در این مجلس، تیمور از او خواست تا آنکس را که خونی اوست، قصاص نماید. ملک طوس، با این عمل مخالفت کرد و گفت:
ایشان هیچ‌کدامین مردم ما را قتل نکرده‌اند که بر ما قصاص لازم آید شرعاً، زیرا که در صف هیجاء تیری از نوکران ایشان برکسان ما آمده مرده‌اند یا به شمشیری مجهول به شرف هلاک پیوسته باشند. عجب اگر این قتل را قصاص جایز باشد و دیگر آن که ایشان سیداند، هر که ایشان را بکشد فردا روز قیامت یقین در پهلوی یزید لعین باید استادن و سؤال ایزدی را جواب دادن و مرا طاقت شرکت یزید نیست. باقی شما حاکمید.
امیر تیمور گورکانی، چون این سخنان را شنید، به ملک سعدالدوله گفت:
رحمت بر تو باد که مرا و خود را از آتش دوزخ نجات دادی لعنت بر اسکندر شیخی که می‌خواست، مرا همعنان خویش، به نار جحیم رساند.
سپس اسکندر چلاوی و چند تن دیگر، «رشانقه» را از «سادات» جدا کرد و به دستور تیمور هر کس که سید نبود را، «قتل عام» نمودند. تیمور پس از آن، برای اینکه مرعشیان دوباره به حکومت نرسند و منطقه را دچار شورش نکنند و همچنین برای آنکه آن‌ها را تحت نظر داشته باشد، فرمان داد سادات را به فرارود، مرکز حکومتش، انتقال دهند. به فرمان تیمور همهٔ مرعشیان را در کشتی نشانده و به فرارود بردند. چنان‌که کمال‌الدین را به خوارزم، مرتضی و عبدالله را به چاچ، فخرالدین را به کاشغر و زین‌العابدین را به سیرام تبعید کردند. تیمور نیز پس از تبعید سادات مرعشی، حکومت ساری را به جمشید قارن غوری و آمل را به اسکندر شیخی و رستمدار را به ملک طوس و نور را به ملک کیومرث اهدا نمود.

### وقایع پس از تبعید مرعشیان

نقشهٔ تقریبی خوارزم و فرارود که در شمال ‌شرق طبرستان قرار دارند.

تیمور ساری و آمل را «غارت» و مردم آنجا را «قتل عام» کرد.
بسیاری از مردم آمل از شهر گریختند و راهی ساری شدند تا آنکه آمل به «قحطی» دچار شد. اسکندر شیخی در این زمان برای آوردن غلات از گیلان کمک خواست ولی با وجود تلاش‌های او، برای ازدیاد جمعیت و بازسازی اقتصاد، این شهرها رونق سابقشان را بازنیافتند. مقارن همین ایام اسکندر مشهد میربزرگ را تخریب نمود. سید عزالدین رکابی، داماد کمال‌الدین مرعشی، هم در بازگشت از گیلان در جنگل‌ها کمین نمود و مدتی علیه اسکندر قیام نمود که در آخر اسکندر چلاوی با کمک قارن غوری، حاکم ساری، و خراسانیان در خدمت او، عزالدین رکابی را شکست داد و او و پنج پسرش را کشت.
پس از مدتی اسکندر چلاوی به دلایل نامعلومی علیه تیمور شورش نمود و مدتی بعد در جنگل‌ها متواری شد و در شیرود دوهزار به قتل رسید و سر بریده‌اش به دو پسر زندانی‌اش در قلعه فیروزکوه نشان داده شد. تیمور بعداً از آنان عذرخواهی کرد. پس از قتل اسکندر، تیمور سیاستش را نسبت به مرعشیان تغییر داد چنانچه در سفرش به گیلان، به قصد یافتن اسکندر، غیاث‌الدین مرعشی ملازم وی بود. همچنین پس از مرگ اسکندر، حکومت آمل را به سید علی بن سید کمال‌الدین سپرد و به سید علی قول داد، وقتی به فرارود رسید، دیگر سادات مرعشی را نیز رها نماید؛ ولی پیش از رسیدن به آنجا وفات یافت. در این مدت چند تن از فرزندان میربزرگ نیز درگذشتند. کمال‌الدین، حاکم سابق مرعشیان، از جمله این افراد بود که در کاشغر وفات یافت و بعدها مریدانش، استخوان‌هایش را به ساری آوردند و دفن کردند.

## دورهٔ سوم حکومت مرعشیان: بازگشت به طبرستان
پس از مرگ تیمور، رفتار جانشینش، شاهرخ، با بازماندگان سادات مرعشی که در فرارود می‌زیستند مسالمت‌آمیز بود؛ چنانچه به آنان اجازهٔ بازگشتن به مازندران داد. در ابتدای ورود مرعشیان به طبرستان، پیرک پادشاه، حاکم استرآباد، اجازه‌شان را معتبر ندانست آنان را محبوس نمود و اموالشان را ضبط کرد. با شورش مردمان ساری و سپس حرکت مردم آمل به سوی استرآباد، پیرک پادشاه سادات مرعشی را در سال ۸۰۹ه‍جری قمری با هدایایی رها کرد.
در این دوره از حکومت مرعشیان، حکومت دو قسمت شده و بخشی از عموزادگاه در ساری و بخشی دیگر در آمل حکومت می‌کردند. تدریجاً درگیری میان حاکمان آمل و ساری برای کسب قدرت بیشتر، رشد کرده و درگیری‌های خانوادگی به نزاع و جنگ دو شهر مبدل شد.

### سید علی ساروی و آملی
پس از رهایی سادات، آن‌ها به ساری رفته و در قلعه‌ای اقامت گزیدند. پس از چند روز فرزندان رضی‌الدین به آمل رفتند و حکومت شهر را از سید علی، فرزند کمال‌الدین، گرفت. سید علی نیز به ساری رفته و با رایزنی و استناد به وصیتنامه‌های میربزرگ و کمال‌الدین، بارفروش‌ده را به برادرش، غیاث‌الدین، سپرد. سپس حکومت آمل را با موافقت سادات مرعشی، به سید قوام‌الدین دوم، فرزند رضی‌الدین، واگذار کرد. لیکن حکومت قوام‌الدین دوم، به درازا نکشید؛ چنانچه «سید علی آمل» علیه برادر زاده‌اش، سید علی ساری، با جمعی از درویشان در جنگل‌های اطراف آمل شورید. علی ساری نیز با، به حکومت رسیدن سید علی آمل، موافقت نمود. پس از به حکومت رسیدن علی آمل، در سال ۸۱۲ هجری، وی با خانوادهٔ سید رضی، کیای گیلان، وصلت کرده و روابط سادات مرعشی و کیاییان گیلان را زنده نمود.

### حکومت مرتضی
پس از آن که علی ساری به جای خودش، در نماز عید قربان، فرزندش مرتضی را فرستاد، غیاث‌الدین نامه‌ای تهدیدآمیز به سید علی نگاشت. سپس علی ساری با نصیرالدین، به مشورت نشست و از او برای پسرش بیعت گرفت. در سال ۸۲۰هجری علی ساری وفات یافت و فرزندش، مرتضی، بر مسند نشست. نصیرالدین برای مرتضی از علی آمل، ملک کیومرث و فرزندان رضی‌الدین بیعت گرفت و نامه‌ای به شاهرخ رساند و در آن درخواست حکم مازندران را برای مرتضی نمود.
یکی از مشاوران مرتضی، به نام اسکندر روزافزون، به این فکر افتاد که غیاث‌الدین را که در زندان حبس بود، بکشد تا از خطرات احتمالی بکاهد ولی مخالفت بزرگان خاندان، زنان صاحب نفوذ و نصیرالدین مانع این عمل شدند. نصیرالدین پس از آن ظاهراً از کلیهٔ فعالیت‌های سیاسی کناره‌گیری نمود. مرتضی از او درخواست نمود تا به ساری بازگردد و به فعالیتش ادامه دهد ولی وی نپذیرفت. پس از آن در سال ۸۲۲ هجری، مرتضی به جنگ نصیرالدین شتافت و او را شکست داد.
پس از آن که نصیرالدین در «نبرد لپور» شکست خورد، گریخت و سادات کیای گیلان او و خانواده‌اش را پذیرفتند. در این هنگام، بین مرتضی و علی آمل اختلافاتی روی داد و در سال ۸۲۴ هجری، علی را از آمل بیرون کرده، قوام‌الدین دوم را بر مسند نشاندند. سرانجام نیز علی آمل و نصیرالدین به ترتیب در سال‌های ۸۲۵ و ۸۲۶ و مرتضی در ۴ صفر ۸۳۷ هجری درگذشتند.

### حکومت محمد
پس از مرگ مرتضی، فرزند وی، محمد، زمام امور را به دست گرفت. در ابتدای حکومت محمد، غیاث‌الدین در زندان وفات یافت. همچنین «کمال‌الدین بن قوام‌الدین دوم» حکومت آمل را پس از مرگ پدرش به‌دست گرفت و با تابعیت از محمد بن مرتضی به حکومت ادامه می‌داد. بهرام، ولد اسکندر روزافزون، به محمد پیشنهاد نمود که حکومت آمل از کمال‌الدین بگیرد و به یکی از پسران خویش اهدا کند. وقتی محمد، کمال‌الدین را به ساری فراخواند، او از فرمان سر باز زد.  سرانجام کمال‌الدین در نبردهای پیش‌آمده شکست خورد و به تنکابن پناهنده شد و عبدالکریم حکومت آمل به‌دست گرفت. ولی مخالفت طرفداران کمال‌الدین آغاز شد و آملیان پس از علنی کردن حمایت خود از کمال‌الدین، عبدالکریم بن محمد را از شهر خارج نمودند. ظهیرالدین نیز که در گیلان مستقر بود، به همراهی کمال‌الدین شتافت. پیروزی آسان، آملیان را به این فکر انداخت که ساری را نیز از سلطهٔ محمد خارج کنند. ظهیرالدین دربارهٔ این موضوع نوشته‌است: «چون در سنهٔ هشتصد و چهل، کاغذ مردم ساری به حقیر رسید و سید کمال‌الدین به آمل متمکن گشت هم کاغذی بنوشت و از ملک کیومرث هم کاغذی به نام حقیر ستاند و طلب به جد نمود عزم جزم کرده روان گشته آمد.
در نخستین نبردی که محمد و «مثلث ملک کیومرث، سید ظهیرالدین و سید کمال‌الدین»انجام دادند، لشکر ساری از ظهیرالدین شکست خورد. سپس مرتضی، توسط محمد، در رأس لشکری به سوی ظهیرالدین فرستاده شد و او نیز شکست خورد. پس از آن محمد یکی از فرزندانش را با هدایایی نزد «امیر هندو» فرستاد و کمک خواست. امیر هندو با لشکر قومس و جرجان به آمل رفت و در موضع «مرزناک» میان وی و کمال‌الدین جنگی «سهمناک» به وقوع پیوست که به شکست آملیان انجامید. پس از جنگ، کمال‌الدین با «طرح توطئه‌ای»، به حکومت آمل دست یافت و مرتضی را کنار زد. در سال ۸۴۹ ه‍ق، با مرگ کمال‌الدین، سید مرتضی دوباره به حکومت آمل رسید. سرانجام نیز محمد مرعشی در سال ۸۵۶ درگذشت.

### حکومت عبدالکریم یکم
یک ماه پس از مرگ محمد فرزند ارشدش، عبدالکریم، که جهت کسب آموزش‌های ملک‌داری در «دیوان اعلی» یا در اردوگاه «میرزا جهان‌شاه بن قرایوسف» به سر می‌برد به ساری آمد و بر مسند حکومت نشست. در سال ۸۵۰ نیز شاهرخ تیموری درگذشت. با مرگ شاهرخ، بر سر جانشینی وی در هرات درگیری‌هایی روی داد که موجب شد چندی بر سلطه و اقتدار تیموریان بر ولایات گوناگون من‌جمله مازندران خلل ایجاد شود. در سال ۸۵۲ نیز این درگیری‌ها به حکومت «بابر پسر بایسنقر پسر شاهرخ» انجامید و عبدالکریم یک‌بار بر سر خراج با وی جنگید و شکست خورد. عبدالکریم در ۵ ربیع‌الاول ۸۶۵ هجری‌قمری درگذشت.

### حکومت عبدالله
پس از مرگ عبدالکریم یکم، فرزند وی عبدالله را، گرچه سن کمی داشت، به حکومت رساندند. عبدالله به شرب خمر بسیار اقدام می‌کرد و این موجب شد تا مردم مازندران از وی متفرق شوند. در حکومت وی، علی روزافزون قدرت بسیاری داشت که به دست سادات بابلکانی کشته شد. بابلکانی او را با عمویش کمال الدین که از او هم بیشتر شرابخوارتر بود جایگزین کردند.

### درگیری‌های زین‌العابدین با عبدالکریم دوم
عبدالله پیش از این فرزندش، عبدالکریم دوم را به خدمت «سلطان ابوسعید تیموری» فرستاده بود. پس از مرگ عبدالله، زین‌العابدین خود را حاکم مازندران خواند. لیکن «سادات پازواری» با وی مخالفت کردند و حکومت عبدالکریم دوم را طلبیدند. دخالت «کارکیا سلطان محمد»، حاکم گیلان و مذاکراتش با ابوسعید تیموری و حمایت روزافزونیان و سادات پازواری از درخواست کارکیا، موجب شد که ابوسعید این کودک چهار ساله را به گیلان بفرستد. در این زمان ابوسعید کشته شد و «امیر حسن بیک» به قدرت رسید. وی دستور داد که لشکریان گیلان، رستمدار و عراق عبدالکریم دوم را به حکومتش برسانند. بدین ترتیب عبدالکریم دوم در ساری به تخت نشست و زین‌العابدین به هزارجریب عقب‌نشینی نمود. سرانجام با پیوستن هیبت‌الله بابلکانی به زین‌العابدین، وی به ساری دست یافت و سپس به آمل حمله نمود و اسدالله، حاکم آمل، را اخراج نمود. گویا نبردهای زین‌العابدین و عبدالکریم دوم تا سال ۸۹۴ ادامه داشت.

### حکومت میرشمس‌الدین
میرشمس‌الدین با مرگ برادرش، زین‌العابدین، بر مسند حکومت نشست. وی برخلاف زین‌العابدین با فرماندهان رقیب، سیاست متعادلی پیش گرفت. عبدالکریم دوم، با کمک گیلانیان، تأیید سلاطین تیموری و همراهی «حسن آملی»، حاکم آمل، به سوی مازندران لشکرکشی نمود.؛ لیکن میرشمس‌الدین با اقدامات مناسب سپهسالارش «آقا رستم روزافزون» که دوازده سردار ارتش گیلان را اسیر کرد در نبرد پیروز شد.

قدرت گرفتن آقا رستم، موجب «حسادت» بزرگان مازندران شد، چنانچه فرمان میرشمس‌الدین را جهت حبس او گرفتند.

در سال ۹۰۶ ه‍، هم‌زمان با برآمدن «شاه اسماعیل صفوی»، میرشمس‌الدین فرزندش، «میرکمال‌الدین»، را به جای خویش نهاده، خود به دیدار شاه اسماعیل شتافت.

## دورهٔ چهارم حکومت مرعشیان: عصر صفویان

### ظهور شاه اسماعیل صفوی

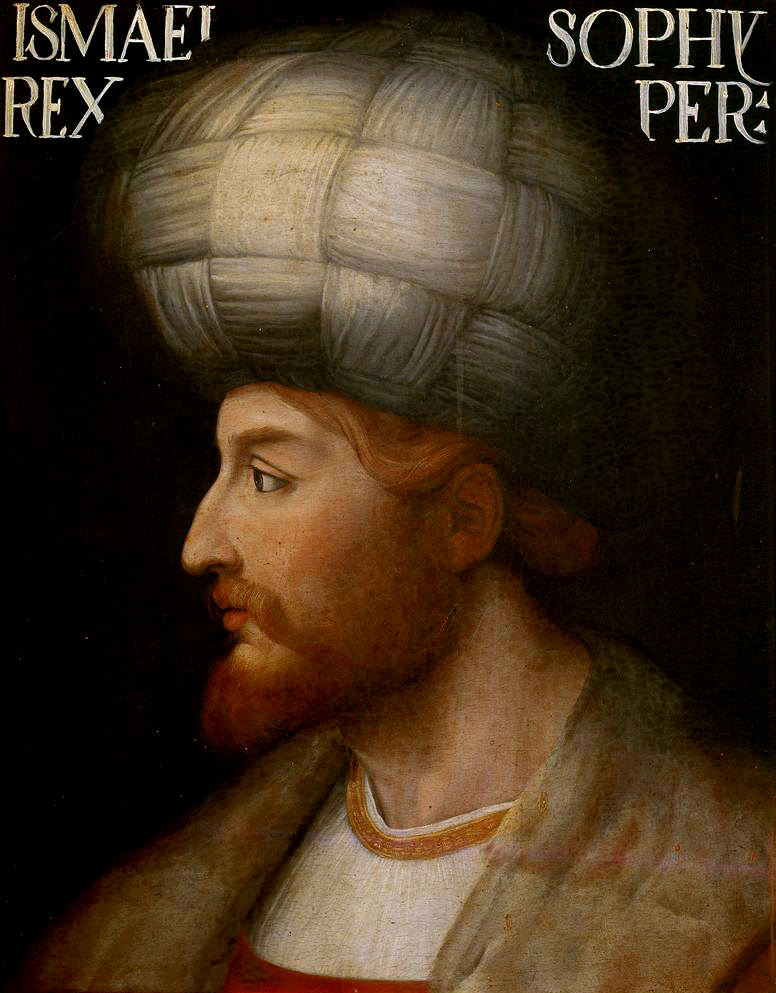
اسماعیل صفوی رهبر یک گروه شیعی به نام قزلباش بود از سال ۹۰۷ هجری با تصرف تبریز خود را شاه ایران خواند و در سال‌های بعد تمامی سرزمین امروزی ایران و بخش‌هایی از عراق را به قلمروش افزود.

اسماعیل، معروف به شاه اسماعیل یکم مؤسس صفویان بود. وی پس از مرگ پدرش و فرار از زندان به لاهیجان رفت و نزد «کارکیا میرزا علی» پناه گرفت. اسماعیل با مراقبت‌های شمس‌الدین لاهیجی فارسی، عربی، قرآن و مبانی و اصول شیعهٔ امامیه را فرا گرفت. همچنین در این مدت، زیر نظر هفت نفر از صوفیان لاهیجان فنون رزم را آموخته‌بود. اسماعیل در ۹۰۷ هجری خود را شاه ایران نامیده و سراسر ایران را به قلمرو خود الحاق نمود.

#### ولیعهد میرشمس‌الدین
هنگامی که میرشمس‌الدین به بیماری سختی دچار شد و طبیبان از درمانش درماندند، وی برای تنظیم وصیت‌نامه‌ای جامع با امرا، ارکان دولت و اعیان ولایت به گفتگو نشست. وی علیرغم علاقه‌ای که به میرعلی، حاکم آمل، داشت و به توانایی وی در ادارهٔ حکومت آگاه بود، «گرایش افراطی» به فرزندش، میرکمال‌الدین را پنهان نمی‌کرد. میرکمال‌الدین با تلاش آقارستم روزافزون، سرانجام ولیعهد گشت. میرشمس‌الدین نیز امرا را جهت نظارت و قضاوت بر اختلاف و خروج از بیعت تعیین نمود.

### روزافزون

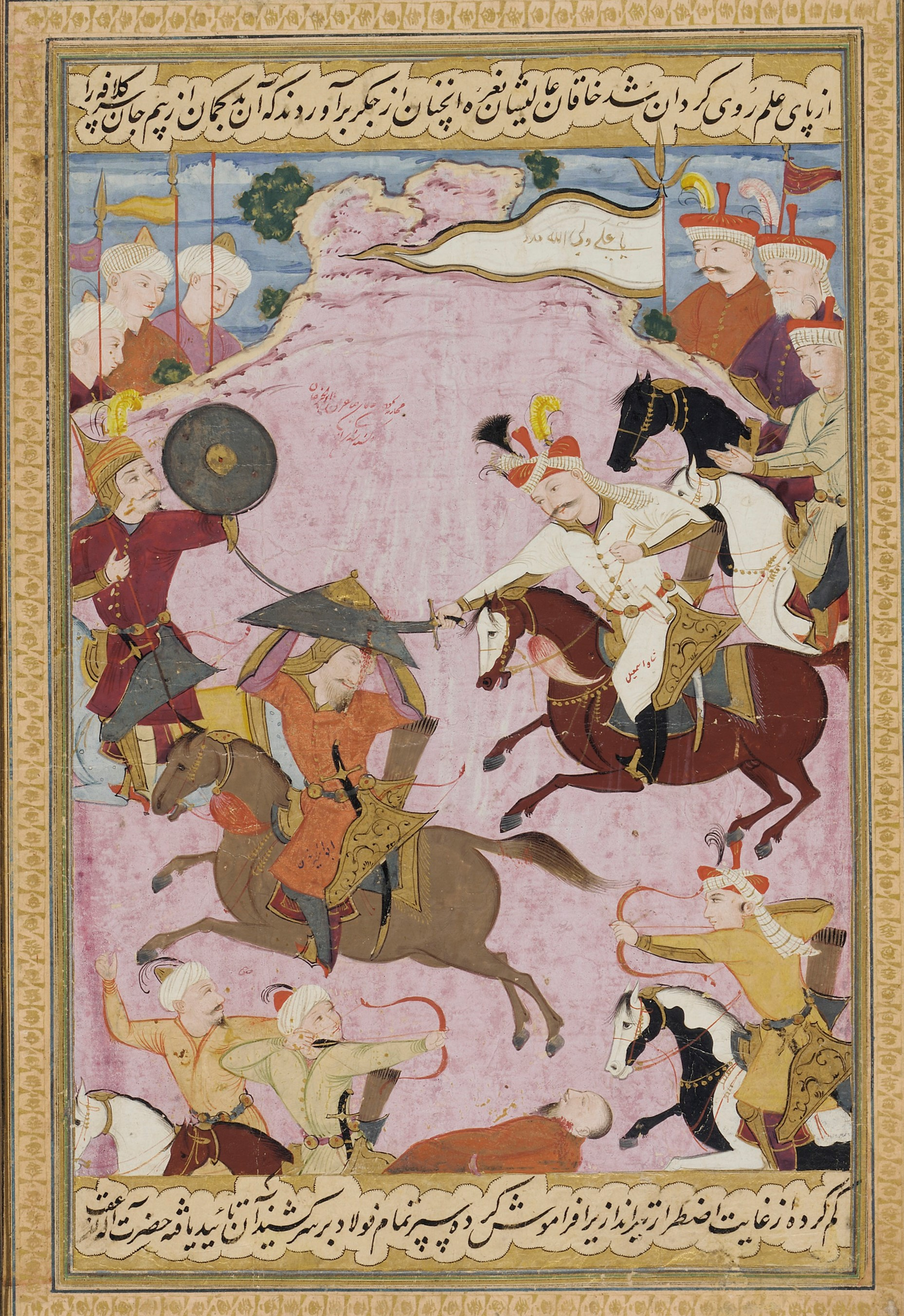
تصویری از جنگ‌های شاه اسماعیل با ازبک‌ها؛ سرانجام شیبک‌خان که حامی روزافزون بود، در این نبردها کشته شد.

سه سال اندی پس از مرگ میرشمس‌الدین، آقارستم روزافزون مقاصد خویش نمایان ساخت. وی کارها را به معتمدان خویش می‌سپرد و اکثر قلعه‌ها را به امینان خود می‌داد. میرکمال‌الدین نیز خیلی دیر از مقاصد روزافزون آگاهی یافت، چنان‌که نمی‌توانست ابراز مخالفت کند؛ زیرا «اکثر اهل، در خانه هوادار آقا رستم بودند». وقتی اخبار بعضی از عکس‌العمل‌های میرکمال‌الدین به اطلاع رستم روزافزون رسید، وی به شدت واکنش نشان داد و در سال ۹۱۲ هجری دادگاهی تشکیل داده، میرکمال‌الدین را به جرم «توطئه قتل» خویش به مرگ محکوم نموده و حکم را اجرا نمود. پس از آن نیز آقا رستم با مصادرهٔ اموال و خزائن، خویش را «والی بالاستقلال مازندران» دانسته، سکه و خطبه روان نمود سپس جهت تأیید حکومتش، رو به درگاه «شیبک‌خان اوزبک» فرمانروای شیبانی ماوراءالنهر، نمود و به وی اعلام اطاعت و بندگی کرد. شیبک‌خان حکم حکومت را به وی داده، به امرای خراسان و حوالی آن، گفت که هرگاه روزافزون کمک خواست، او را مدد نمایند. عبدالکریم دوم نیز در این هنگام با آقارستم روزافزون متحد شد. عبدالکریم دوم پس از چندی، از ادامهٔ همکاری با رستم روزافزون بازماند. میرعلی وقتی که خبر جدایی عبدالکریم از روزافزون را شنید، با سپاهی به ساری حمله نمود. میرعلی روزافزون را مجبور به عقب‌نشینی کرده، بر مسند حکومت ساری نشست؛ ولی روزافزون بار دیگر با رسیدن نیروهای کمکی به ساری بازگشت. میرعلی نیز شهر را ترک کرده، در حوالی ساری موضع گرفت. عبدالکریم دوم نیز به آمل رفته و آنجا را تصرف نمود. سرانجام میرعلی و عبدالکریم با یکدیگر متحد شدند و در نبردی هماهنگ بر سپاهیان روزافزون تاختند، اما در اثنای جنگ عبدالکریم با روزافزون از در سازش درآمد و میرعلی را هم با خود موافق ساخت.
پیش از این شاه اسماعیل جهت از بین بردن شاهی بیگی‌خان، از آقارستم کمک خواسته بود، آقارستم چنین پاسخ داد که «دست من است و دامن دولت شاهی بیگ‌خان و با پادشاه ایران هیچ آشنایی نداریم.» پس از آن‌که سادات مرعشی از اسماعیل درخواست نمودند که با روزافزون مقابله نماید، وی گفت که در «وقت» آن درخواست را برآورده می‌کند. وی در اقدامی آب پشت «سد طبیعی دریوک» را به سوی آمل روانه نمود تا «ضربه شستی» نشان داده باشد. پس از چندی اسماعیل توانست شیبک‌خان را بکشد، دست بریدهٔ وی را به قاصدی سپرد که آن را در دامن آقا رستم بیندازد و بگوید:«شاه می‌فرماید که تو به ما عرض نمودی که دست من است و دولت شاهی بیگی و چون دست تو به دامن او نرسید حال دست شاهی بیگ‌خان است و دامن تو» آقا رستم که شیبک‌خان را تحسین می‌کرد و او را از روی انگشترش می‌شناخت، به محض دیدن انگشتر او، جان سپرد.

### درگیری‌های عبدالکریم، آقامحمد و میرعلی
در پی مرگ آقا رستم، سادات آقا محمد را از مازندران بیرون کردند و او هدایایی نزد شاه اسماعیل فرستاد و از عبدالکریم دوم شکایت کرد. از سویی عبدالکریم نیز به سوی درگاه شاه رفت تا ادعای محمد روزافزون را باطل نماید. با تعهدات متقابل آقامحمد و عبدالکریم دوم، شاه نیز دستور تقسیم مازندران بین این دو نفر نمود. پس از مدتی نیز تعلل در پرداخت مالیات موجب شد که فرستادهٔ شاه اسماعیل این دو فرد را برداشت و به درگاه شاه رسانید. میرعلی، ساری را فتح نمود و نمایندگانی نزد شاه فرستاد تا تعهداتی بپذیرد. شاه نیز حکومت مازندران را به او داد. عبدالکریم و محمد روزافزون نیز که در زندان محبوس بودند با شنیدن خبر بیماری شاه اسماعیل، گریختند و با جمع‌آوری هوادارانی، به سوی ساری لشکر کشیدند. اندکی بعد، عبدالکریم و آقامحمد خواستار صلح شدند. میرعلی نیز قبول نمود و ولایت را تقسیم کردند. اما زمانی‌که شاه بهبود یافت، عبدالکریم و محمد تصمیم گرفتند که میرعلی را دفع کنند.

### حکومت میرعلی

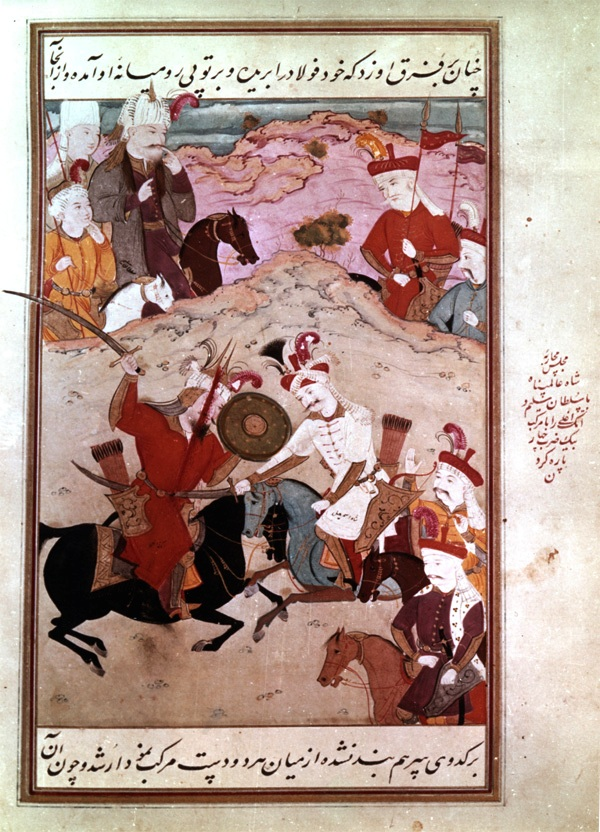
صحنه‌ای از جنگ چالدران.

میرعلی‌خان پس از چندی، عازم اردوی شاه شد؛ زیرا آن دو نفر دیگر از درگاه شاه گریخته بودند و میرعلی می‌توانست مجدداً حکمی کسب نماید و با کمک شاه بر کل مازندران دست یابد برهمین اساس با هدایایی به نزد شاه در نخجوان رفت. در این زمان شاه اسماعیل درگیر «نبرد چالدران» در مقابل «سلطان سلیم یکم» بود. در این جنگ ایرانیان شکست خوردند. میرعلی در این جنگ ملازم شاه اسماعیل بوده و چند تن از سربازان مقابل را به خاک انداخت و مورد تحسین قرار گرفت. پس از پایان جنگ نیز شاه سلطنت سراسر ولایت مازندران را به وی مفوض گرداند. میرعلی نیز از ۹۲۰ هجری تا چهار سال به دفع مدعیانش پرداخت و سپس حدود چهار سال حکومتی بی‌دغدغه داشت تا آن که در ۹۲۷ هجری‌قمری در حالی‌که جانشینی از خود به جا نگذاشته‌بود، در بندپی درگذشت.

### حکومت عبدالکریم دوم
پس از میرعلی، عبدالکریم و آقامحمد دیگربار مازندران را صحنهٔ تاخت و تاز خود ساختند و سرانجام عبدالکریم دوم توانست به مازندران بازگردد و آقا محمد در زمرهٔ سپاهیان شاه قرار گرفت.
شاه اسماعیل دستور داد تا آقامحمد را دستگیر کنند و به دارالسلطنه بیاورند. آقامحمد نیز پس از چندی مقاومت، دستگیر گشت. شاه اسماعیل وی را مورد عفو قرار داد و در تبریز تحت‌نظرش گرفت. پس از مرگ شاه اسماعیل در ۹۳۰ هجری، به درخواست دورمیش‌خان، شاه تهماسب یکم آقامحمد را آزاد کرد و سوادکوه و حوالی آن را به آقامحمد سپرد، لیکن پس از اندکی آقا محمد که از وضعیت آشفته پایتخت آگاه بود، به جنگ با عبدالکریم دوم پرداخت. وی در این نبرد شکست خورد و به سوادکوه گریخت. سرانجام در ۹۳۲ هجری‌قمری، میرعبدالکریم دوم درگذشت.

### حکومت میرشاهی
میرشاهی پس از مرگ عبدالکریم دوم بر تخت نشیند. میرشاهی با آقامحمد روزافزون درگیر بود و سرانجام از وی شکست خورد. پس از آن به شاه تهماسب یکم صفوی متوسل شد. وی در حال بازگشت بود که در دماوند توسط «مظفربیگ ترکمان» از ملازمان آقامحمد کشته شد. شاه تهماسب یکم، با به سن رشد رسیدن توانست دولت صفویه را تثبیت کند و از آشوب برهاند. وی «دورمیش‌خان» را برای دستگیری آقامحمد روزافزون به مازندران فرستاد. آقامحمد نیز پس از مقاومت شکست خورده و به اعماق جنگل گریخت. وی در سال ۹۳۹ هجری‌قمری درگذشت.

### حکومت میرعبدالله
پس از مرگ آقامحمد، «میرعبدالله بن میرسلطان محمود» ملقب به خان کوچک از موقعیت بهتر برخوردار بود. ولی سلطان‌مراد به فرمان شاه تهماسب یکم با میرعبدالله در حکومت شریک شد ولی نتوانست وارد مازندران شود و به درگاه شاه تهماسب یکم رفت. میرعبدالله «سهراب روزافزون» را شکست داد و «میرزین‌العابدین بن میرعلی‌خان» را کشت. برادر زین‌العابدین، قوام‌الدین، نیز به رستمدار مهاجرت نمود و قتل فرزندش، عبدالکریم، در قلمرو میرعبدالله موجب نفرت عمومی شد. شاه تهماسب نیز قوام‌الدین و میرسلطان را به حضور طلبید و خواست که این دو به اشتراک مازندران را اداره نمایند. لیکن قوام‌الدین پیشنهاد داد:
اگر نواب اشرف حکومت را بالکله به او ارزانی فرمایند شاید که استقلال به هم رساند و از عهده این دو بیرون آید. بنده را ملک موروثی هست اگر الطاف شاهانه بود هر دو امضاء فرمایند تا حکام را در آن دخلی نباشد.
 بدین ترتیب مأموران شاه قلمرو میرعبدالله را گرفته و به میرسلطان مرادخان سپردند.

### حکومت میرسلطان مرادخان

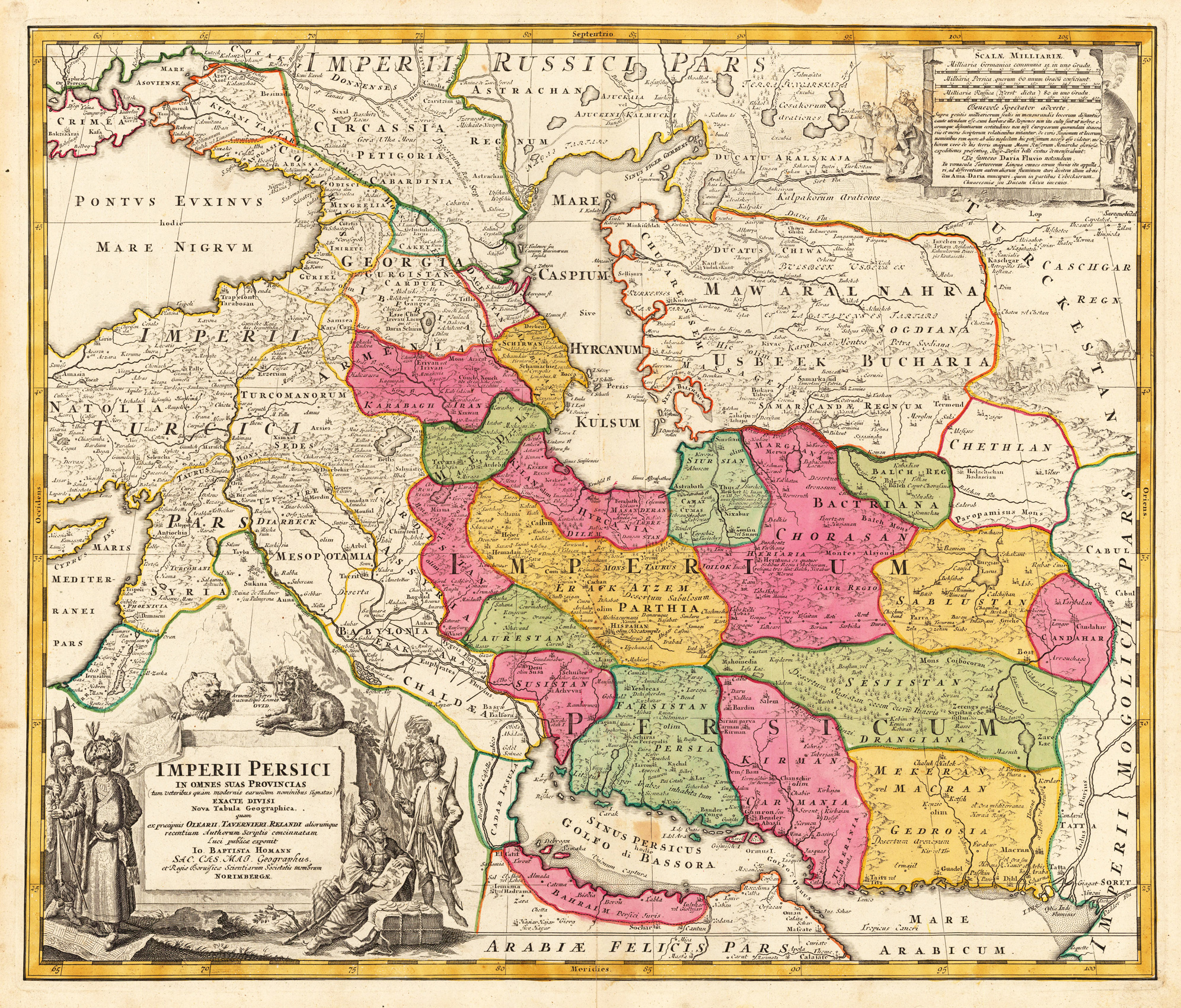
نقشه‌ای از قلمرو صفویان و ولایت‌های تابعشان

با مرگ میرعبدالله، میرسلطان‌مراد صاحب اختیار مازندران شد و بدون رقیب به حکومت پرداخت. شاه تهماسب نیز خیرالنساء بیگم دختر خان کوچک را به ازدواج پسرش، محمد میرزا، درآورد. چندی بعد، مخالفان میرسلطان مرادخان از وی به درگاه شاه شکایت نمودند. وی نیز با پذیرش تعهداتی، ابقاء شد و این شروع درگیری‌هایی بود که سلطان‌مراد را به فردی بدل نمود که صرفاً ناظر کشتارهای مخالفان و موافقانش بود. وی سرانجام در سال ۹۸۳هجری وفات یافت. بعضی این تاریخ را تاریخِ تسلط صفویان بر مازندران و پایان تسلط مرعشیان دانسته‌اند.

### نابودی دولت مرعشیان

نقشه‌ای از دریای مازندران و مناطق پیرامونش در سال ۱۶۳۶ میلادی.

میرسلطان محمود پسر میرسلطان‌مراد معروف به میرزاخان، پس از مرگ پدرش به حکومت رسید. در ۲۵ رمضان ۹۸۵ محمد میرزای نابینا به پادشاهی ایران رسید. در این زمان، خیرالنساء بیگم، موقعیت یافت تا امور سلطنت را به‌دست بگیرد. از آرزوهای او انتقام گرفتن از قاتل پدرش بود. به همین جهت، وی کینهٔ میرزاخان را در دل داشت.
میرعلی‌خان بن قوام‌الدین که پسردایی خیرالنساء بیگم بود، به فرمانداری مازندران منصوب شد. میرعلی‌خان به بهانهٔ امتناع میرزاخان از رفتن به پایتخت با بیست هزار سوار به مازندران لشکرکشی کرد. وی از بابل‌رود به بعد با مقاومت میرزاخان روبرو شد. سرانجام سپاه مازندران شکست‌خورد و میرزاخان به «قلعهٔ فیروزجاه» پناه برد. مقاومت میرزاخان در قلعه به درازا کشید و تصمیم گرفتند که مجاری آب قلعه را ببندند. در حال یکی از فرماندهان صفوی، با میرزاخان طرح دوستی برقرار نمود و با تعهد امان دادن به میرزاخان و سوگند میرعلی به قرآن و میثاق او به کلام‌الله، او را از قلعه بیرون کشیدند، ولی سرانجام میرزاخان در راه قزوین به قتل رسید. (حدود سال ۹۸۸ قمری) از جانشینان میرزاخان، میرمراد را نام برده‌اند که در سال ۹۹۰ قمری در مازندران حکومت نمود.
در دوران صفویه به تدریج سراسر طبرستان به دست شاه عباس بزرگ، فرزند خیرالنساء بیگم و شاه محمد خدابنده، افتاد. شاه عباس مانند شاهان دیگر صفوی در روابطش صرفاً انگیزه‌های سیاسی را دنبال نمی‌کرد؛ مهم‌ترین هدف وی از سقوط حاکمیت‌های محلی، سلطهٔ اقتصادی بر سرزمین‌های موجود بود. با کمک ثروت‌های گیلان و مازندران زمینهٔ نبردهای بزرگ شاه با عثمانی و ازبکان فراهم گشت.
ساروتقی اعتمادالدوله، وزیر اعظم ایران در دورهٔ پادشاهی شاه صفی یکم، در سال ۱۶۳۴ میلادی برادر خود محمد صالح بیگ را به سمت فرمانداری مازندران منصوب کرد و بدین ترتیب از قدرت سادات مرعشی کاسته شد. خاندان ساروتقی تا پایان پادشاهی صفی عهده‌دار فرمانداری مازندران بودند.

## فعالیت‌های سیاسی، مذهبی و فرهنگی
در ایران ماقبل صفوی جنبش مرعشی مورد جالبی از جاه‌طلبی‌های سیاسی ست که فاقد عنصر «مهدویت» است. برخلاف سربداران سبزوار که مهدویتی نظامی را دنبال می‌کردند، این جنبش گرچه شیعی ست، در چارچوب صوفیه می‌ماند. البته اشارات اندکی از دکترین مرعشی بین قرون هشتم تا دهم وجود دارد، زمانی که مشغول بسط یا دفاع از قدرتشان بودند. (آثار مذهبی یا ادبی اندکی بازمانده‌است) تعالیم میربزرگ، جوهره‌ای از اصول نبوی و تشریعی از فقه شیعهٔ دوازده امامی و آیین فتوت فتیان و مبلغهٔ درخشانی از عرفان ایرانی داشت. مرعشیان پس از آنکه صاحب دشت‌ها و جلگه‌های طبرستان گشتند، توانستند عدالت اجتماعی را گسترش دهند.
مصونیت سادات مرعشی به عنوان سید، آن‌ها را از نابودی توسط تیمور در امان نگه داشت. ولی فساد قدرت، کاریزمای مؤسسانش، یعنی میربزرگ و فرزندانش، را تهدید کرد. پس از مرگ تیمور بازماندگان مرعشی به گروه‌های رقیب تبدیل شدند و بر سر کنترل ساری، آمل، بارفروش‌ده و سرحدات (کاراتوغان، رستمدار در غرب، کوهپایه‌ها در جنوب) که در کنار گیلان پناهگاه مدعیان موقتی دورافتاده از قدرت شده‌بودند، نزاع کردند. تأثیر آنان که از شرق محدود بود، بیشتر به غرب به سمت متحدانشان در گیلان، خصوصاً لاهیجان که آنان به سید علی کیا در استقرار قدرتش به عنوان رهبر بیه پیش و بسط کنترلش تا قزوین، طارم و شمیران کمک کردند، گسترش یافت. رقابت‌ها با توجه به حمایت قدرت‌های زمانه چون تیموریان، صفویان و قویونلوها از برخی مدعیان و این که دیگران خواهان عدم اتحاد و استقلال بودند، پیچیده شده بود. برخی آثار مهم سلطه مرعشیان در مازندران که منطقه‌ای دچار زلزله‌های زیاد است، باقی مانده‌اند. مقبره یا مسجد میربزرگ در آمل ساخته ۷۸۱، تخریب شده به دست اسکندر و بنا شده دوباره پس از مرگ تیمور، تزیین شده با کاشی و طلا در عهد شاه عباس یکم، در میانه قرن نوزدهم به روایت رابینو ویران بود. گنبد ناصرالحق در آمل توسط علی بن کمال‌الدین ساخته شد. بین بناهای ساری، امام‌زاده زین العابدین مقبره دو پسر کمال‌الدین بن محمد است.
آن‌ها که به طرزی فزاینده توسط قدرت‌های محلی تهدید می‌شدند، در پی اتحاد و پس از پایان قرن هشتم، حتی ازدواج با خاندان‌های تأثیرگذار برآمدند (کیایی، جلال، کار کیا، پازواری، رستمداری و...). آن‌ها که در اوایل قرن دهم تحت الشعاع روزافزون سوادکوه در قلمرویشان بودند به هیچ عنوان در موقعیتی نبودند که با قدرت فزاینده صفویان رقابت کنند. دیگر قدرت شیعی، از آن امیرحسین کیا چلاوی بود که برای ایجاد یک قدرت متزلزل بر مازندران در ۹۰۹ مجبور به مقابله با شاه اسماعیل شد. شاه عباس با ادعای حقوق موروثی اش به عنوان نوه میر عبدالله خان مرعشی (از طریق مادر) بود که در ۱۰۰۵ کنترل مازندران را در دست گرفت؛ سران محلی چون سید مظفر مرتضایی و الوند دیو و خصوصاً ملک بهمن لاریجانی مجبور به پذیرش شکست و اطاعت از فرمانده او فرهادخان قرامانلو شدند.
مرعشیان با گسترش آداب و سنن مذهبی و با برپایی بناهایی برای امامزاده‌ها و سادات مرعشی، علاوه بر یادآوری حکومت علویان طبرستان از این اماکن برای انجام فرایض دینی و مراسم شیعی بهره گرفته و از بدین ترتیب جایگاهی مردمی یافتند. براساس اسناد و مدارک قدیمی، بناهای بسیاری در این دوره ساخته شده‌بود، اما الآن در بخش تاریخی ساری، تنها پانزده بنا باقی مانده‌است. تعداد فراوان این مقابر می‌تواند نمایانگر آن باشد که این بناها نقش مهمی در قدرت مرعشیان ایفا کرده و با توجه به جنبهٔ تبلیغیشان به عنوان عواملی سیاسی-مذهبی تلقی می‌شدند.

## بازماندگان
عدهٔ بسیار اندکی از مرعشیان با وجود کاریزمایشان و سید بودنشان به عنوان علما و ادبا شناخته شدند. جز کمال‌الدین پسر میربزرگ که مؤلف و شاعری پرکار بود. دو مورخ شرح روشنی از خاندانشان برجای گذاشته‌اند. معروفترین‌شان، ظهیرالدین بن نصیرالدین، بیشتر عمرش را در گیلان که به همراه پدرش بدان پناه برده بود، گذراند. او که از برجسته مسئولان حکومت مستقل بیه‌پیش (لاهیجان) شده بود، با سپاه گیلانیان در عملیات متعددی در مازندران شرکت کرد. دو اثر مهم از این مؤلف موجودند. تاریخ مرگش باید حدود ۸۹۴ باشد. از مورخ دوم، میرتیمور مرعشی که منوچهر ستوده او را پسر عبدالکریم بن عبدالله می‌داند، اطلاعات زیادی در دست نیست. تنها اثر شناخته شده او چون اضافه‌ای بر تاریخ طبرستان و رویان و مازندران (که در ۸۸۱ به پایان می‌رسد) است و تاریخ خانواده را تا ۱۰۷۵ روایت می‌کند. در ابتدای قرن نهم مهاجرت سادات مرعشی به خارج از مرزهای مازندران هم‌زمان با افول آنان شتاب یافت. بسیاری از آنان در دوره صفوی بسیاری از آنان در شوشتر، رفسنجان، اصفهان، شیراز و سپس در هند، نجف و... سکنی گزیدند. این مهاجرت‌ها گاهی شکل اخراج به خود گرفتند. از بین بازماندگان نمایندگان خاندان، شاه میر بن میرقوام‌الدین، نوهٔ میرعلی‌خان که به اصفهان اخراج شده بود، مورد پیروی گروهی از سادات مرعشی فرستاده شده به شیراز قرار گرفت.

## سکه‌ها
سکه‌هایی از دوره مرعشی باقی مانده‌است. بر روی این مسکوکات اکثراً اسامی ائمه شیعه اثنی عشری نوشته شده. برخی از آن‌ها به نام مهدی صاحب زمان ضرب شده‌اند و بر روی برخی دیگر اسامی چهار خلیفه در کنار شعائر شیعی ذکر شده. از دیگر نوشتجات روی این سکه‌ها محل ضرب و تاریخ آن است.

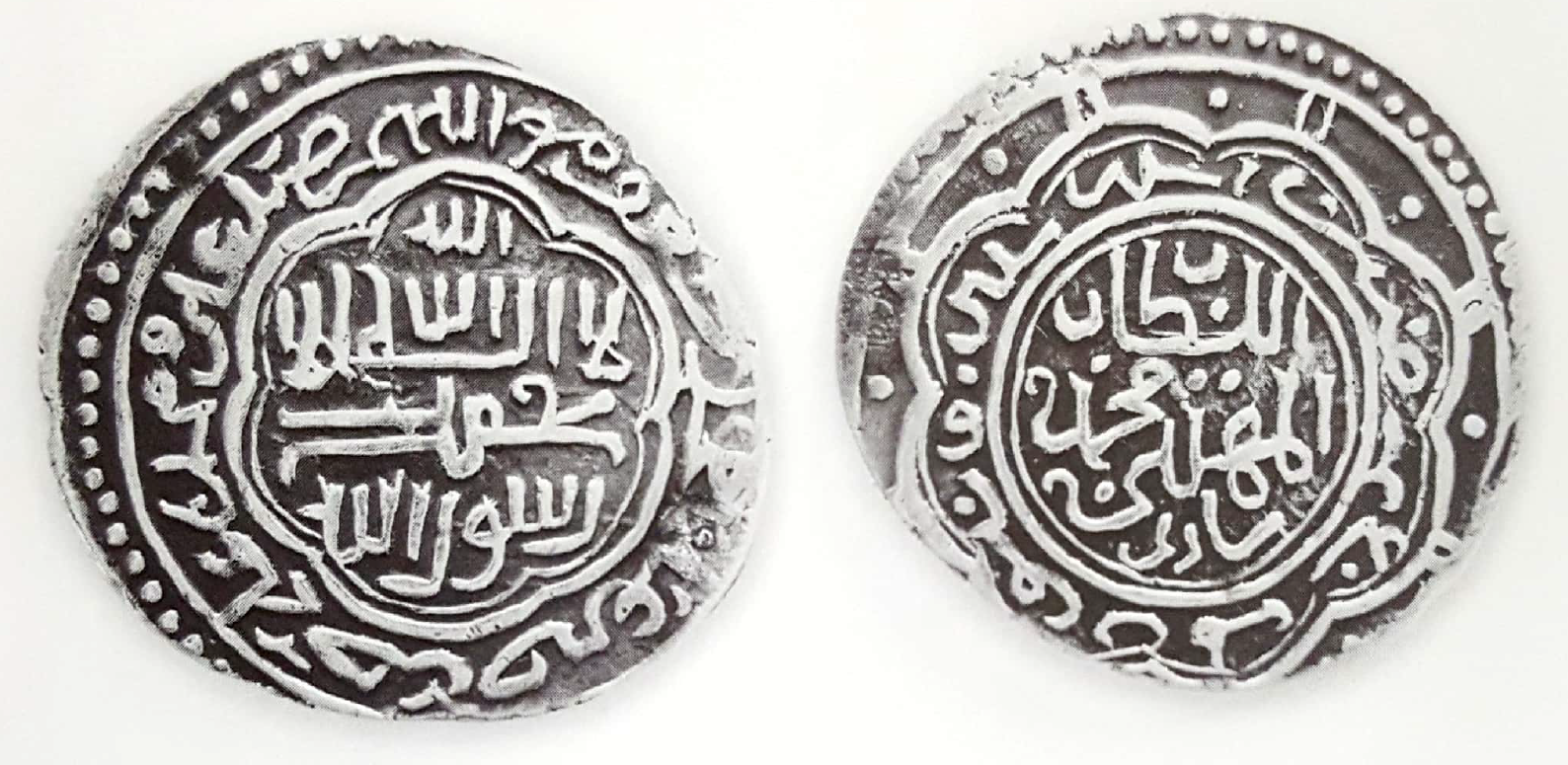
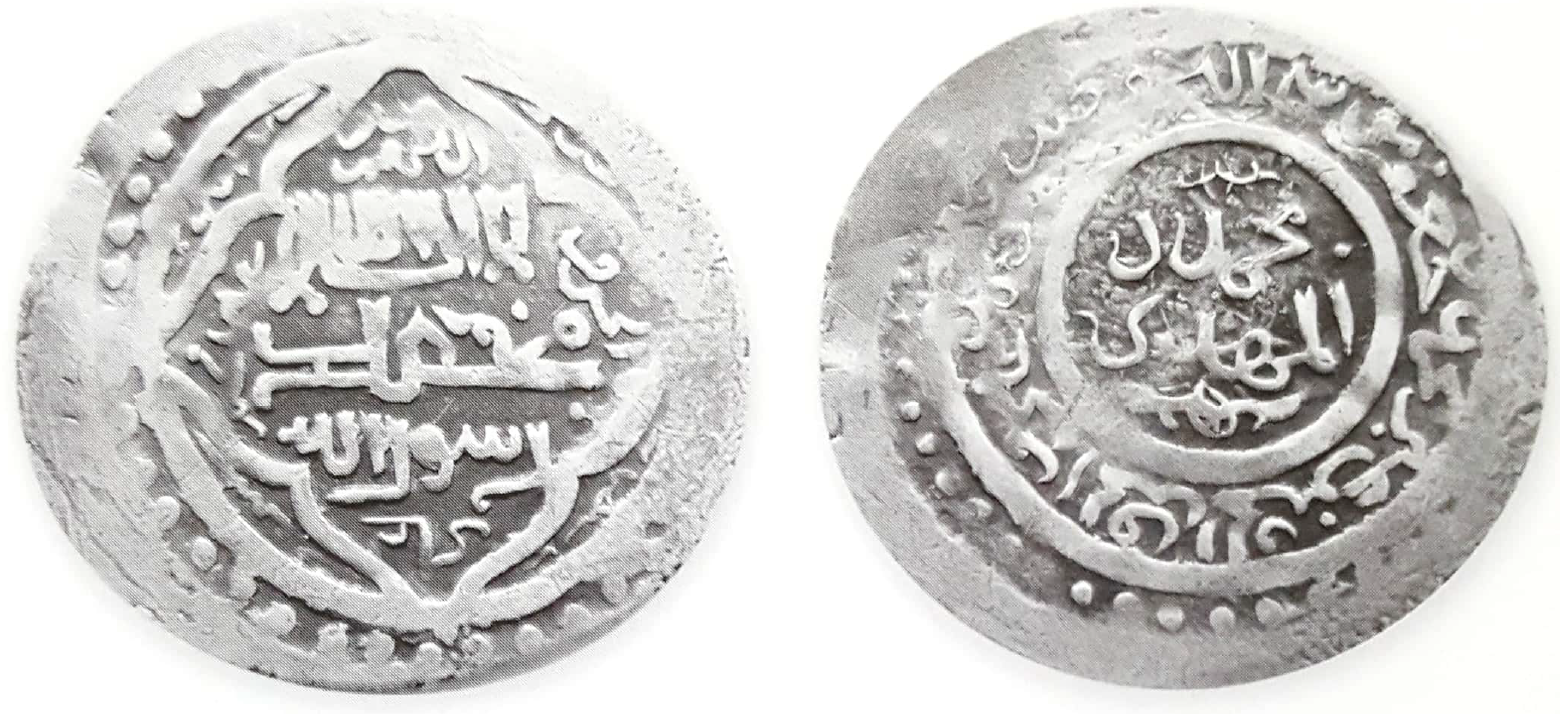
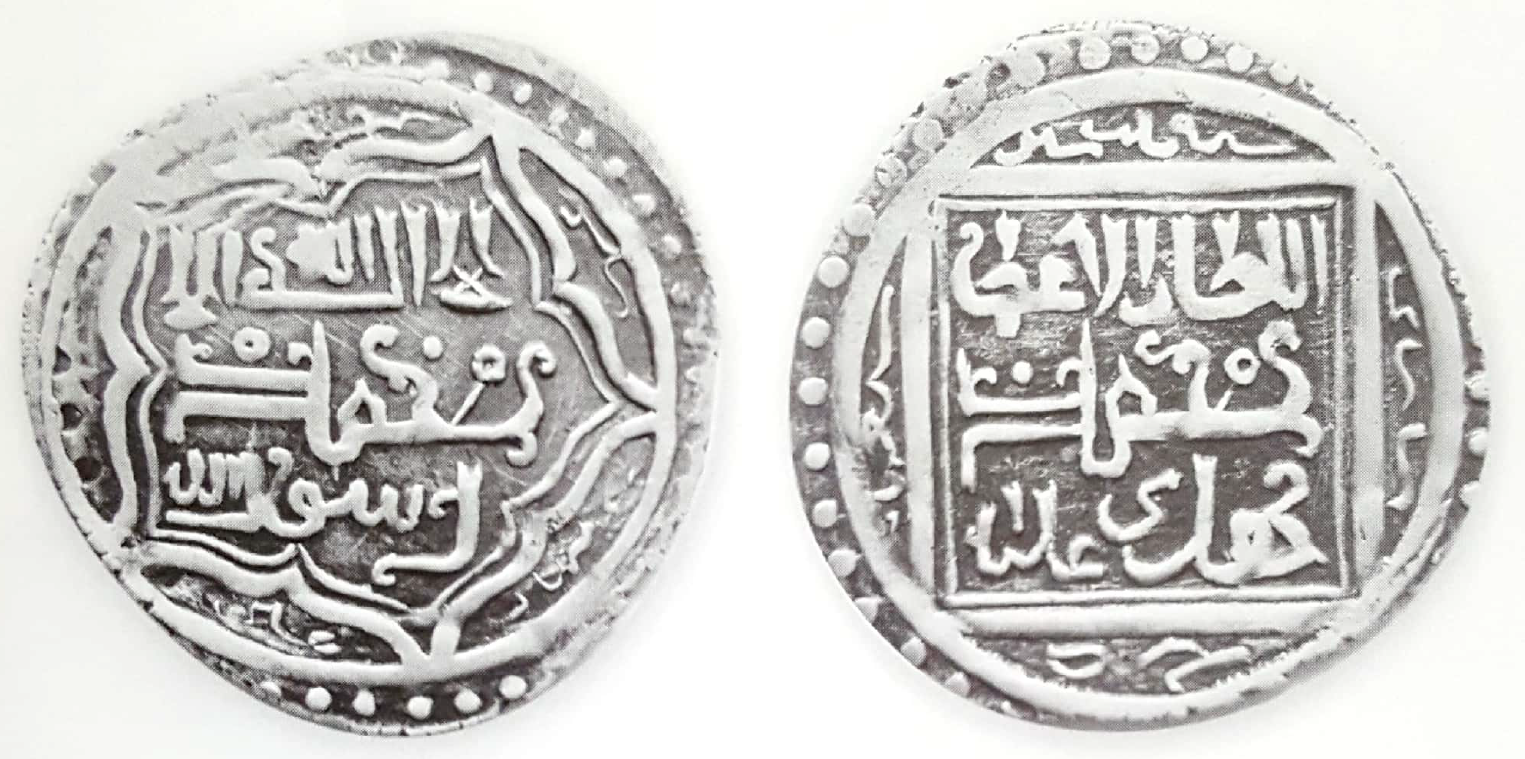
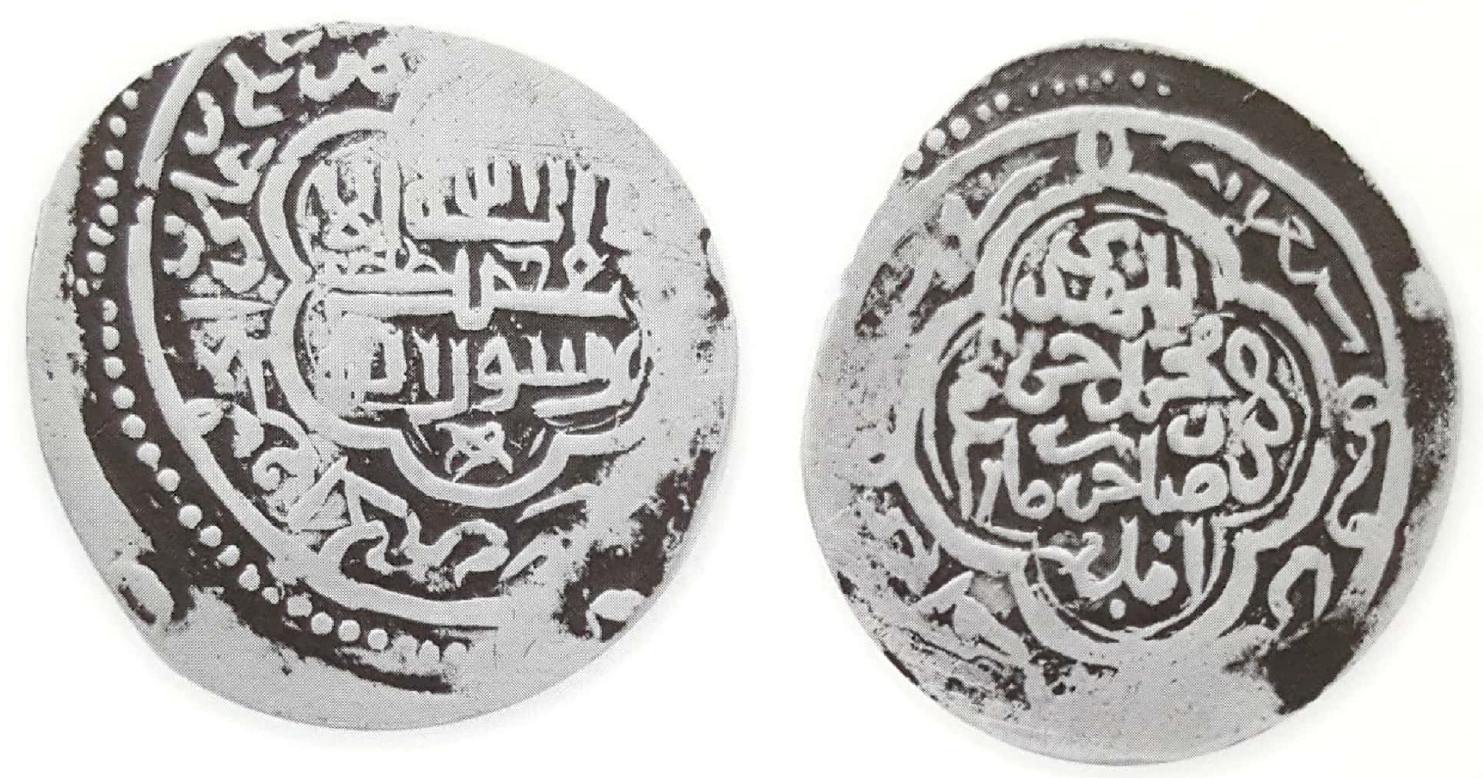
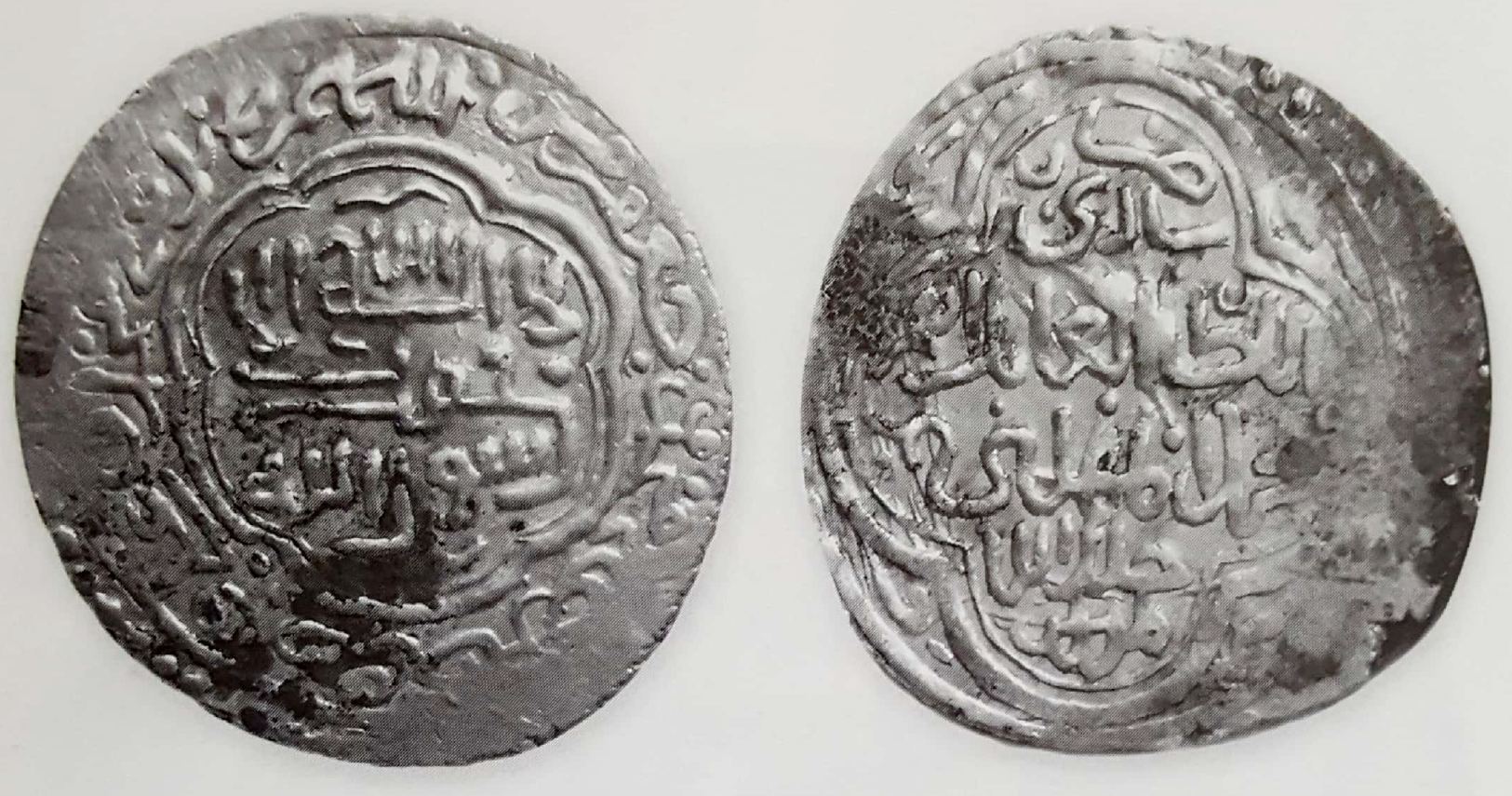
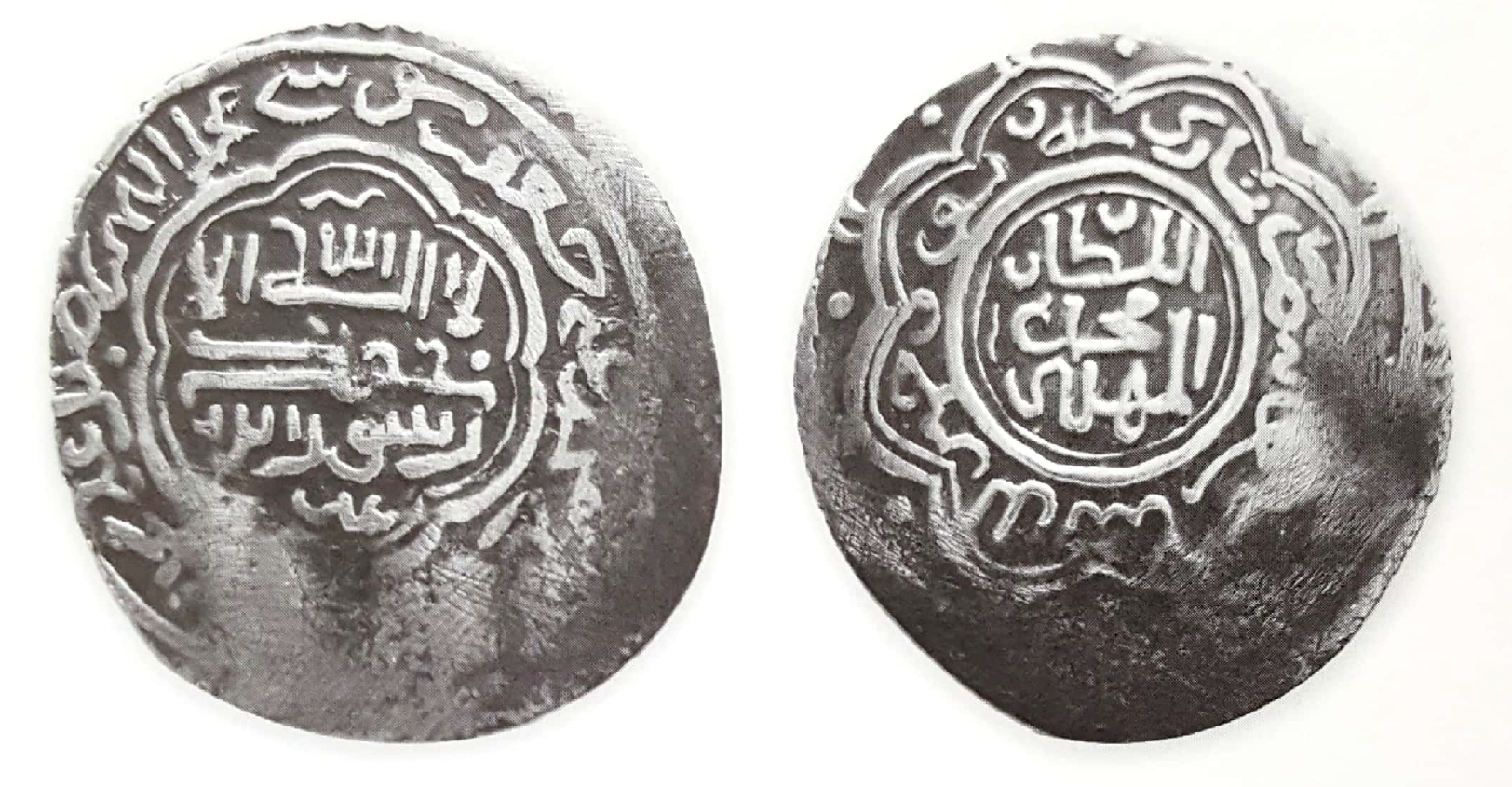

## شجره‌نامه
|           |           |           |           |           |           |         |         |          |          |          |          | میربزرگ   |           |           |           |            |            |            |            |            |            |           |           |           |           |               |               |               |               |               |               |              |              |                |                |                |                |                |                |                |                |                |                |                |                |                |                |  |  |  |  |  |  |  |  |  |  |  |  |  |  |  |  |  |  |  |  |  |  |  |  |  |  |  |  |  |  |
|           |           |           |           |           |           |         |         |          |          |          |          |           |           |           |           |            |            |            |            |            |            |           |           |           |           |               |               |               |               |               |               |              |              |                |                |                |                |                |                |                |                |                |                |                |                |                |                |  |  |  |  |  |  |  |  |  |  |  |  |  |  |  |  |  |  |  |  |  |  |  |  |  |  |  |  |  |  |
|           |           |           |           |           |           |         |         |          |          |          |          |           |           |           |           |            |            |            |            |            |            |           |           |           |           |               |               |               |               |               |               |              |              |                |                |                |                |                |                |                |                |                |                |                |                |                |                |  |  |  |  |  |  |  |  |  |  |  |  |  |  |  |  |  |  |  |  |  |  |  |  |  |  |  |  |  |  |
| علی آمل   | علی آمل   | علی آمل   | علی آمل   | علی آمل   | علی آمل   |         |         | رضی‌الدین | رضی‌الدین | رضی‌الدین | رضی‌الدین | رضی‌الدین  | رضی‌الدین  |           |           | فخرالدین   | فخرالدین   | فخرالدین   | فخرالدین   | فخرالدین   | فخرالدین   |           |           |           |           |               |               |               |               |               |               | کمال‌الدین    | کمال‌الدین    | کمال‌الدین      | کمال‌الدین      | کمال‌الدین      | کمال‌الدین      |                |                |                |                |                |                |                |                |                |                |  |  |  |  |  |  |  |  |  |  |  |  |  |  |  |  |  |  |  |  |  |  |  |  |  |  |  |  |  |  |
| علی آمل   | علی آمل   | علی آمل   | علی آمل   | علی آمل   | علی آمل   |         |         | رضی‌الدین | رضی‌الدین | رضی‌الدین | رضی‌الدین | رضی‌الدین  | رضی‌الدین  |           |           | فخرالدین   | فخرالدین   | فخرالدین   | فخرالدین   | فخرالدین   | فخرالدین   |           |           |           |           |               |               |               |               |               |               | کمال‌الدین    | کمال‌الدین    | کمال‌الدین      | کمال‌الدین      | کمال‌الدین      | کمال‌الدین      |                |                |                |                |                |                |                |                |                |                |  |  |  |  |  |  |  |  |  |  |  |  |  |  |  |  |  |  |  |  |  |  |  |  |  |  |  |  |  |  |
|           |           |           |           |           |           |         |         |          |          |          |          |           |           |           |           |            |            |            |            |            |            |           |           |           |           |               |               |               |               |               |               |              |              |                |                |                |                |                |                |                |                |                |                |                |                |                |                |  |  |  |  |  |  |  |  |  |  |  |  |  |  |  |  |  |  |  |  |  |  |  |  |  |  |  |  |  |  |
| قوام‌الدین | قوام‌الدین | قوام‌الدین | قوام‌الدین | قوام‌الدین | قوام‌الدین |         |         | مرتضی    | مرتضی    | مرتضی    | مرتضی    | مرتضی     | مرتضی     |           |           | حسن        | حسن        | حسن        | حسن        | حسن        | حسن        |           |           | نصیرالدین | نصیرالدین | نصیرالدین     | نصیرالدین     | نصیرالدین     | نصیرالدین     |               |               | علی ساری     | علی ساری     | علی ساری       | علی ساری       | علی ساری       | علی ساری       |                |                | غیاث‌الدین      | غیاث‌الدین      | غیاث‌الدین      | غیاث‌الدین      | غیاث‌الدین      | غیاث‌الدین      |                |                |  |  |  |  |  |  |  |  |  |  |  |  |  |  |  |  |  |  |  |  |  |  |  |  |  |  |  |  |  |  |
| قوام‌الدین | قوام‌الدین | قوام‌الدین | قوام‌الدین | قوام‌الدین | قوام‌الدین |         |         | مرتضی    | مرتضی    | مرتضی    | مرتضی    | مرتضی     | مرتضی     |           |           | حسن        | حسن        | حسن        | حسن        | حسن        | حسن        |           |           | نصیرالدین | نصیرالدین | نصیرالدین     | نصیرالدین     | نصیرالدین     | نصیرالدین     |               |               | علی ساری     | علی ساری     | علی ساری       | علی ساری       | علی ساری       | علی ساری       |                |                | غیاث‌الدین      | غیاث‌الدین      | غیاث‌الدین      | غیاث‌الدین      | غیاث‌الدین      | غیاث‌الدین      |                |                |  |  |  |  |  |  |  |  |  |  |  |  |  |  |  |  |  |  |  |  |  |  |  |  |  |  |  |  |  |  |
| کمال‌الدین | کمال‌الدین | کمال‌الدین | کمال‌الدین | کمال‌الدین | کمال‌الدین |         |         | شمس‌الدین | شمس‌الدین | شمس‌الدین | شمس‌الدین | شمس‌الدین  | شمس‌الدین  |           |           | اسدالله    | اسدالله    | اسدالله    | اسدالله    | اسدالله    | اسدالله    |           |           | ظهیرالدین | ظهیرالدین | ظهیرالدین     | ظهیرالدین     | ظهیرالدین     | ظهیرالدین     |               |               | مرتضی        | مرتضی        | مرتضی          | مرتضی          | مرتضی          | مرتضی          |                |                |                |                |                |                |                |                |                |                |  |  |  |  |  |  |  |  |  |  |  |  |  |  |  |  |  |  |  |  |  |  |  |  |  |  |  |  |  |  |
| کمال‌الدین | کمال‌الدین | کمال‌الدین | کمال‌الدین | کمال‌الدین | کمال‌الدین |         |         | شمس‌الدین | شمس‌الدین | شمس‌الدین | شمس‌الدین | شمس‌الدین  | شمس‌الدین  |           |           | اسدالله    | اسدالله    | اسدالله    | اسدالله    | اسدالله    | اسدالله    |           |           | ظهیرالدین | ظهیرالدین | ظهیرالدین     | ظهیرالدین     | ظهیرالدین     | ظهیرالدین     |               |               | مرتضی        | مرتضی        | مرتضی          | مرتضی          | مرتضی          | مرتضی          |                |                |                |                |                |                |                |                |                |                |  |  |  |  |  |  |  |  |  |  |  |  |  |  |  |  |  |  |  |  |  |  |  |  |  |  |  |  |  |  |
|           |           |           |           |           |           |         |         |          |          |          |          |           |           |           |           | حسن        | حسن        | حسن        | حسن        | حسن        | حسن        |           |           |           |           |               |               |               |               |               |               | محمد         | محمد         | محمد           | محمد           | محمد           | محمد           |                |                |                |                |                |                |                |                |                |                |  |  |  |  |  |  |  |  |  |  |  |  |  |  |  |  |  |  |  |  |  |  |  |  |  |  |  |  |  |  |
|           |           |           |           |           |           |         |         |          |          |          |          |           |           |           |           | حسن        | حسن        | حسن        | حسن        | حسن        | حسن        |           |           |           |           |               |               |               |               |               |               | محمد         | محمد         | محمد           | محمد           | محمد           | محمد           |                |                |                |                |                |                |                |                |                |                |  |  |  |  |  |  |  |  |  |  |  |  |  |  |  |  |  |  |  |  |  |  |  |  |  |  |  |  |  |  |
|           |           |           |           |           |           |         |         |          |          |          |          |           |           |           |           |            |            |            |            |            |            |           |           |           |           |               |               |               |               |               |               |              |              |                |                |                |                |                |                |                |                |                |                |                |                |                |                |  |  |  |  |  |  |  |  |  |  |  |  |  |  |  |  |  |  |  |  |  |  |  |  |  |  |  |  |  |  |
|           |           |           |           |           |           |         |         |          |          |          |          |           |           |           |           | میرعلی آمل | میرعلی آمل | میرعلی آمل | میرعلی آمل | میرعلی آمل | میرعلی آمل |           |           | کمال‌الدین | کمال‌الدین | کمال‌الدین     | کمال‌الدین     | کمال‌الدین     | کمال‌الدین     |               |               |              |              | عبدالکریم      | عبدالکریم      | عبدالکریم      | عبدالکریم      | عبدالکریم      | عبدالکریم      |                |                |                |                |                |                |                |                |  |  |  |  |  |  |  |  |  |  |  |  |  |  |  |  |  |  |  |  |  |  |  |  |  |  |  |  |  |  |
|           |           |           |           |           |           |         |         |          |          |          |          |           |           |           |           | میرعلی آمل | میرعلی آمل | میرعلی آمل | میرعلی آمل | میرعلی آمل | میرعلی آمل |           |           | کمال‌الدین | کمال‌الدین | کمال‌الدین     | کمال‌الدین     | کمال‌الدین     | کمال‌الدین     |               |               |              |              | عبدالکریم      | عبدالکریم      | عبدالکریم      | عبدالکریم      | عبدالکریم      | عبدالکریم      |                |                |                |                |                |                |                |                |  |  |  |  |  |  |  |  |  |  |  |  |  |  |  |  |  |  |  |  |  |  |  |  |  |  |  |  |  |  |
|           |           |           |           |           |           |         |         |          |          |          |          |           |           |           |           |            |            |            |            |            |            |           |           |           |           |               |               |               |               |               |               |              |              |                |                |                |                |                |                |                |                |                |                |                |                |                |                |  |  |  |  |  |  |  |  |  |  |  |  |  |  |  |  |  |  |  |  |  |  |  |  |  |  |  |  |  |  |
|           |           |           |           |           |           |         |         |          |          |          |          |           |           | شمس‌الدین  | شمس‌الدین  | شمس‌الدین   | شمس‌الدین   | شمس‌الدین   | شمس‌الدین   |            |            |           |           |           |           | زین‌العابدین   | زین‌العابدین   | زین‌العابدین   | زین‌العابدین   | زین‌العابدین   | زین‌العابدین   |              |              | عبدالله        | عبدالله        | عبدالله        | عبدالله        | عبدالله        | عبدالله        |                |                |                |                |                |                |                |                |  |  |  |  |  |  |  |  |  |  |  |  |  |  |  |  |  |  |  |  |  |  |  |  |  |  |  |  |  |  |
|           |           |           |           |           |           |         |         |          |          |          |          |           |           | شمس‌الدین  | شمس‌الدین  | شمس‌الدین   | شمس‌الدین   | شمس‌الدین   | شمس‌الدین   |            |            |           |           |           |           | زین‌العابدین   | زین‌العابدین   | زین‌العابدین   | زین‌العابدین   | زین‌العابدین   | زین‌العابدین   |              |              | عبدالله        | عبدالله        | عبدالله        | عبدالله        | عبدالله        | عبدالله        |                |                |                |                |                |                |                |                |  |  |  |  |  |  |  |  |  |  |  |  |  |  |  |  |  |  |  |  |  |  |  |  |  |  |  |  |  |  |
|           |           |           |           |           |           |         |         |          |          |          |          | کمال‌الدین | کمال‌الدین | کمال‌الدین | کمال‌الدین | کمال‌الدین  | کمال‌الدین  |            |            |            |            |           |           |           |           |               |               |               |               |               |               |              |              | عبدالکریم      | عبدالکریم      | عبدالکریم      | عبدالکریم      | عبدالکریم      | عبدالکریم      |                |                |                |                |                |                |                |                |  |  |  |  |  |  |  |  |  |  |  |  |  |  |  |  |  |  |  |  |  |  |  |  |  |  |  |  |  |  |
|           |           |           |           |           |           |         |         |          |          |          |          | کمال‌الدین | کمال‌الدین | کمال‌الدین | کمال‌الدین | کمال‌الدین  | کمال‌الدین  |            |            |            |            |           |           |           |           |               |               |               |               |               |               |              |              | عبدالکریم      | عبدالکریم      | عبدالکریم      | عبدالکریم      | عبدالکریم      | عبدالکریم      |                |                |                |                |                |                |                |                |  |  |  |  |  |  |  |  |  |  |  |  |  |  |  |  |  |  |  |  |  |  |  |  |  |  |  |  |  |  |
|           |           |           |           |           |           |         |         |          |          |          |          |           |           |           |           |            |            |            |            |            |            |           |           |           |           |               |               |               |               |               |               |              |              |                |                |                |                |                |                |                |                |                |                |                |                |                |                |  |  |  |  |  |  |  |  |  |  |  |  |  |  |  |  |  |  |  |  |  |  |  |  |  |  |  |  |  |  |
|           |           |           |           |           |           |         |         |          |          |          |          |           |           |           |           |            |            | میرتیمور   | میرتیمور   | میرتیمور   | میرتیمور   | میرتیمور  | میرتیمور  |           |           | میرشاهی       | میرشاهی       | میرشاهی       | میرشاهی       | میرشاهی       | میرشاهی       |              |              | میرسلطان محمود | میرسلطان محمود | میرسلطان محمود | میرسلطان محمود | میرسلطان محمود | میرسلطان محمود |                |                |                |                |                |                |                |                |  |  |  |  |  |  |  |  |  |  |  |  |  |  |  |  |  |  |  |  |  |  |  |  |  |  |  |  |  |  |
|           |           |           |           |           |           |         |         |          |          |          |          |           |           |           |           |            |            | میرتیمور   | میرتیمور   | میرتیمور   | میرتیمور   | میرتیمور  | میرتیمور  |           |           | میرشاهی       | میرشاهی       | میرشاهی       | میرشاهی       | میرشاهی       | میرشاهی       |              |              | میرسلطان محمود | میرسلطان محمود | میرسلطان محمود | میرسلطان محمود | میرسلطان محمود | میرسلطان محمود |                |                |                |                |                |                |                |                |  |  |  |  |  |  |  |  |  |  |  |  |  |  |  |  |  |  |  |  |  |  |  |  |  |  |  |  |  |  |
|           |           |           |           |           |           |         |         |          |          |          |          |           |           |           |           |            |            | عبدالکریم  | عبدالکریم  | عبدالکریم  | عبدالکریم  | عبدالکریم | عبدالکریم |           |           | میرسلطان مراد | میرسلطان مراد | میرسلطان مراد | میرسلطان مراد | میرسلطان مراد | میرسلطان مراد |              |              | عبدالله        | عبدالله        | عبدالله        | عبدالله        | عبدالله        | عبدالله        |                |                | فخرالنساء بیگم | فخرالنساء بیگم | فخرالنساء بیگم | فخرالنساء بیگم | فخرالنساء بیگم | فخرالنساء بیگم |  |  |  |  |  |  |  |  |  |  |  |  |  |  |  |  |  |  |  |  |  |  |  |  |  |  |  |  |  |  |
|           |           |           |           |           |           |         |         |          |          |          |          |           |           |           |           |            |            | عبدالکریم  | عبدالکریم  | عبدالکریم  | عبدالکریم  | عبدالکریم | عبدالکریم |           |           | میرسلطان مراد | میرسلطان مراد | میرسلطان مراد | میرسلطان مراد | میرسلطان مراد | میرسلطان مراد |              |              | عبدالله        | عبدالله        | عبدالله        | عبدالله        | عبدالله        | عبدالله        |                |                | فخرالنساء بیگم | فخرالنساء بیگم | فخرالنساء بیگم | فخرالنساء بیگم | فخرالنساء بیگم | فخرالنساء بیگم |  |  |  |  |  |  |  |  |  |  |  |  |  |  |  |  |  |  |  |  |  |  |  |  |  |  |  |  |  |  |
|           |           |           |           |           |           |         |         |          |          |          |          |           |           |           |           |            |            |            |            |            |            |           |           |           |           |               |               |               |               |               |               |              |              |                |                |                |                |                |                |                |                |                |                |                |                |                |                |  |  |  |  |  |  |  |  |  |  |  |  |  |  |  |  |  |  |  |  |  |  |  |  |  |  |  |  |  |  |
|           |           |           |           |           |           |         |         |          |          |          |          |           |           |           |           |            |            |            |            |            |            |           |           | میرزاخان  | میرزاخان  | میرزاخان      | میرزاخان      | میرزاخان      | میرزاخان      |               |               | محمد خدابنده | محمد خدابنده | محمد خدابنده   | محمد خدابنده   | محمد خدابنده   | محمد خدابنده   |                |                | خیرالنساء بیگم | خیرالنساء بیگم | خیرالنساء بیگم | خیرالنساء بیگم | خیرالنساء بیگم | خیرالنساء بیگم |                |                |  |  |  |  |  |  |  |  |  |  |  |  |  |  |  |  |  |  |  |  |  |  |  |  |  |  |  |  |  |  |
|           |           |           |           |           |           |         |         |          |          |          |          |           |           |           |           |            |            |            |            |            |            |           |           | میرزاخان  | میرزاخان  | میرزاخان      | میرزاخان      | میرزاخان      | میرزاخان      |               |               | محمد خدابنده | محمد خدابنده | محمد خدابنده   | محمد خدابنده   | محمد خدابنده   | محمد خدابنده   |                |                | خیرالنساء بیگم | خیرالنساء بیگم | خیرالنساء بیگم | خیرالنساء بیگم | خیرالنساء بیگم | خیرالنساء بیگم |                |                |  |  |  |  |  |  |  |  |  |  |  |  |  |  |  |  |  |  |  |  |  |  |  |  |  |  |  |  |  |  |
|           |           |           |           |           |           |         |         |          |          |          |          |           |           |           |           |            |            |            |            |            |            |           |           |           |           |               |               |               |               |               |               |              |              |                |                |                |                |                |                |                |                |                |                |                |                |                |                |  |  |  |  |  |  |  |  |  |  |  |  |  |  |  |  |  |  |  |  |  |  |  |  |  |  |  |  |  |  |
|           |           |           |           |           |           |         |         |          |          |          |          |           |           |           |           |            |            |            |            |            |            |           |           |           |           |               |               |               |               |               |               |              |              |                |                |                |                |                |                |                |                |                |                |                |                |                |                |  |  |  |  |  |  |  |  |  |  |  |  |  |  |  |  |  |  |  |  |  |  |  |  |  |  |  |  |  |  |
|           |           | میرمحمد   | میرمحمد   | میرمحمد   | میرمحمد   | میرمحمد | میرمحمد |          |          | میرمراد  | میرمراد  | میرمراد   | میرمراد   | میرمراد   | میرمراد   |            |            |            |            | میرتیمور   | میرتیمور   | میرتیمور  | میرتیمور  | میرتیمور  | میرتیمور  |               |               | میرموسی       | میرموسی       | میرموسی       | میرموسی       | میرموسی      | میرموسی      |                |                | عباس صفوی      | عباس صفوی      | عباس صفوی      | عباس صفوی      | عباس صفوی      | عباس صفوی      |                |                |                |                |                |                |  |  |  |  |  |  |  |  |  |  |  |  |  |  |  |  |  |  |  |  |  |  |  |  |  |  |  |  |  |  |

### سالشمار تاریخ طبرستان
مرعشیان مازندران به رنگ سبز پسته‌ای در قرون هشتم، نهم و دهم هجری (در قسمت پایانی تایم‌لاین) متمایز هستند:

## برای مطالعهٔ بیشتر
- ظهیرالدین، مرعشی (۱۳۶۳). تاریخ طبرستان و مازندران و رویان (اهتمام: برنهارد دارن؛ مقدمه: یعقوب آژند). انتشارات گستره.
- آژند، یعقوب (۱۹۸۶). قیام مرعشیان (پایان‌نامهٔ رسالهٔ دکتری به شمارهٔ ۹۵۵-ق ۶۵۱۲ پ-ر). کتاب‌های شکوفه، وابسته به انتشارات امیرکبیر. صص. ۱۴۷.
- رابینو، هاسنت لویی (ترجمهٔ: ضیاءالدین دهشیری) (سپتامبر ۱۹۳۶). سلسلهٔ مرعشیهٔ مازندران (PDF). مجلهٔ ژورنال آسیایی.